# Llista de jaciments paleontològics de Catalunya
Llista dels jaciments paleontològics amb interès patrimonial, inclosos en l'Inventari del Patrimoni Arqueològic i Paleontològic de Catalunya (IPAPC). La legislació catalana actual inclou dins el patrimoni cultural català tot el registre fòssil que no té a veure amb l'evolució de l'home. Inclou tots els jaciments de fòssils com a patrimoni immoble i les restes fòssils trobades en aquests jaciments o de forma més aïllada, com a patrimoni moble. Els jaciments paleontològics es consideren tant patrimoni cultural, pel valor científic, com patrimoni natural per ser llocs amb formacions geològiques excepcionals.
Cinc dels jaciments tenen la màxima figura de protecció dins del patrimoni cultural català, el de bé cultural d'interès nacional (BCIN): Icnites d'Abella-1, Abella-2, el Barranc de la Fonguera (Abella de la Conca), Icnites de Coll de Jou (Saldes) i els Casots (Subirats).

## Alt Camp
| Nom                | Protecció | Cronologia    | Localització                                               | Codi        | Imatge |
| ------------------ | --------- | ------------- | ---------------------------------------------------------- | ----------- | --- |
| Alcover - Mont-ral |           | Triàsic mitjà | Alcover, Mont-ral i Montblanc (Alt Camp, Conca de Barberà) | IPAPC-12728 | {{ca\|Alcover - Mont-ral}} · {{WLE-AD-ES\|IPAPC-12728}} · {{Object location dec\|41.283256\|1.131415\|region:ES-CT_type:landmark_source:cawiki}} · [[Categoria:Paleontological sites in Catalonia]]          |
| Bretxa la Lluera   |           | Plistocè      | Mont-ral (Alt Camp)                                        | IPAPC-20628 | {{ca\|Bretxa la Lluera (Mont-ral)}} · {{WLE-AD-ES\|IPAPC-20628}} · {{Object location dec\|41.283177\|1.129620\|region:ES-CT_type:landmark_source:cawiki}} · [[Categoria:Paleontological sites in Catalonia]] |

## Alt Empordà
| Nom                | Protecció | Cronologia  | Localització           | Codi       | Imatge |
| ------------------ | --------- | ----------- | ---------------------- | ---------- | --- |
| Fòssil de Creixell |           | Desconeguda | Borrassà (Alt Empordà) | IPAPC-8013 | {{ca\|Fòssil de Creixell (Borrassà)}} · {{WLE-AD-ES\|IPAPC-8013}} · {{Object location dec\|42.210310\|2.936270\|region:ES-CT_type:landmark_source:cawiki}} · [[Categoria:Paleontological sites in Catalonia]] |

## Alt Penedès
| Nom                                                                     | Protecció | Cronologia                          | Localització                        | Codi        | Imatge |
| ----------------------------------------------------------------------- | --------- | ----------------------------------- | ----------------------------------- | ----------- | --- |
| Els Casots                                                              | BCIN      | Miocè inferior                      | Subirats (Alt Penedès)              | IPAPC-7659  | {{ca\|Els Casots (Subirats)}} · {{WLE-AD-ES\|IPAPC-7659}} · {{Object location dec\|41.414893\|1.811777\|region:ES-CT_type:landmark_dim:500_source:cawiki}} · [[Categoria:Els Casots]]                                                                          |
| Jaciment paleontològic de la Riera de Lavernó                           |           | Des de Miocè inferior a Miocè mitjà | Subirats (Alt Penedès)              | IPAPC-12511 | {{ca\|Jaciment paleontològic de la Riera de Lavernó (Subirats)}} · {{WLE-AD-ES\|IPAPC-12511}} · {{Object location dec\|41.399260\|1.754299\|region:ES-CT_type:landmark_source:cawiki}} · [[Categoria:Paleontological sites in Catalonia]]                      |
| Jaciment paleontològic de la Granada                                    |           | Miocè superior                      | La Granada (Alt Penedès)            | IPAPC-12512 | {{ca\|Jaciment paleontològic de la Granada (la Granada)}} · {{WLE-AD-ES\|IPAPC-12512}} · {{Object location dec\|41.372717\|1.726011\|region:ES-CT_type:landmark_source:cawiki}} · [[Categoria:Paleontological sites in Catalonia]]                             |
| Ca n'Almirall                                                           |           | Aragonià                            | Castellví de la Marca (Alt Penedès) | IPAPC-12753 | {{ca\|Ca n'Almirall (Castellví de la Marca)}} · {{WLE-AD-ES\|IPAPC-12753}} · {{Object location dec\|41.346760\|1.608408\|region:ES-CT_type:landmark_source:cawiki}} · [[Categoria:Paleontological sites in Catalonia]]                                         |
| Jaciment paleontològic de Can Batista                                   |           | Miocè mitjà                         | Sant Sadurní d'Anoia (Alt Penedès)  | IPAPC-12760 | {{ca\|Jaciment paleontològic de Can Batista (Sant Sadurní d'Anoia)}} · {{WLE-AD-ES\|IPAPC-12760}} · {{Object location dec\|41.409829\|1.776453\|region:ES-CT_type:landmark_source:cawiki}} · [[Categoria:Paleontological sites in Catalonia]]                  |
| Jaciment paleontològic de Monistrol, o Rodalies de Sant Sadurní d'Anoia |           | Des de Miocè mitjà a Vallesià       | Sant Sadurní d'Anoia (Alt Penedès)  | IPAPC-12761 | {{ca\|Jaciment paleontològic de Monistrol (Sant Sadurní d'Anoia)}} · {{WLE-AD-ES\|IPAPC-12761}} · {{Object location dec\|41.444220\|1.780823\|region:ES-CT_type:landmark_source:cawiki}} · [[Categoria:Paleontological sites in Catalonia]]                    |
| Can Julià                                                               |           | Miocè inferior                      | Gelida (Alt Penedès)                | IPAPC-12890 | {{ca\|Can Julià (Gelida)}} · {{WLE-AD-ES\|IPAPC-12890}} · {{Object location dec\|41.425211\|1.846377\|region:ES-CT_type:landmark_source:cawiki}} · [[Categoria:Paleontological sites in Catalonia]]                                                            |
| Can Julià 6                                                             |           | Miocè inferior                      | Gelida (Alt Penedès)                | IPAPC-12891 | {{ca\|Can Julià 6 (Gelida)}} · {{WLE-AD-ES\|IPAPC-12891}} · {{Object location dec\|41.425239\|1.846472\|region:ES-CT_type:landmark_source:cawiki}} · [[Categoria:Paleontological sites in Catalonia]]                                                          |
| Can Martí Vell                                                          |           | Miocè inferior                      | Gelida (Alt Penedès)                | IPAPC-12892 | {{ca\|Can Martí Vell (Gelida)}} · {{WLE-AD-ES\|IPAPC-12892}} · {{Object location dec\|41.426872\|1.849016\|region:ES-CT_type:landmark_source:cawiki}} · [[Categoria:Paleontological sites in Catalonia]]                                                       |
| Jaciment paleontològic de Lumaquel·les de Sant Sadurní                  |           | Miocè                               | Sant Sadurní d'Anoia (Alt Penedès)  | IPAPC-20012 | {{ca\|Jaciment paleontològic de Lumaquel·les de Sant Sadurní (Sant Sadurní d'Anoia)}} · {{WLE-AD-ES\|IPAPC-20012}} · {{Object location dec\|41.441204\|1.800155\|region:ES-CT_type:landmark_source:cawiki}} · [[Categoria:Paleontological sites in Catalonia]] |
| Can Romagosa II                                                         |           | Miocè mitjà                         | Castellet i la Gornal (Alt Penedès) | IPAPC-20727 | {{ca\|Can Romagosa II (Castellet i la Gornal)}} · {{WLE-AD-ES\|IPAPC-20727}} · {{Object location dec\|41.288405\|1.651106\|region:ES-CT_type:landmark_source:cawiki}} · [[Categoria:Paleontological sites in Catalonia]]                                       |
| Mas Pigot II                                                            |           | Miocè mitjà                         | Castellet i la Gornal (Alt Penedès) | IPAPC-20728 | {{ca\|Mas Pigot II (Castellet i la Gornal)}} · {{WLE-AD-ES\|IPAPC-20728}} · {{Object location dec\|41.289571\|1.650443\|region:ES-CT_type:landmark_source:cawiki}} · [[Categoria:Paleontological sites in Catalonia]]                                          |

## Alt Urgell
| Nom | Protecció | Cronologia       | Localització                        | Codi        | Imatge |
| --- | --------- | ---------------- | ----------------------------------- | ----------- | --- |
| Postes d'ous de Santa Eulàlia - Vall del Riu Sallent, o Teuleria / Santa Eulàlia / Codó i barranc de Culles |           | Maastrichtià     | Coll de Nargó (Alt Urgell)          | IPAPC-12007 | {{ca\|Postes d'ous de Santa Eulàlia - Vall del Riu Sallent (Coll de Nargó)}} · {{WLE-AD-ES\|IPAPC-12007}} · {{Object location dec\|42.168930\|1.279138\|region:ES-CT_type:landmark_source:cawiki}} · [[Categoria:Paleontological sites in Catalonia]]       |
| Postes d'ous de la Toneta - Vall del Riu Sallent, o Sallent 0 / Sallent E                                   |           | Maastrichtià     | Coll de Nargó (Alt Urgell)          | IPAPC-12008 | {{ca\|Postes d'ous de la Toneta - Vall del Riu Sallent (Coll de Nargó)}} · {{WLE-AD-ES\|IPAPC-12008}} · {{Object location dec\|42.184104\|1.223533\|region:ES-CT_type:landmark_source:cawiki}} · [[Categoria:Paleontological sites in Catalonia]]           |
| Postes d'ous de Coll de Nargó - Vall del Riu Sallent, o Cal Salider                                         |           | Maastrichtià     | Coll de Nargó (Alt Urgell)          | IPAPC-12009 | {{ca\|Postes d'ous de Coll de Nargó - Vall del Riu Sallent (Coll de Nargó)}} · {{WLE-AD-ES\|IPAPC-12009}} · {{Object location dec\|42.168256\|1.298868\|region:ES-CT_type:landmark_source:cawiki}} · [[Categoria:Paleontological sites in Catalonia]]       |
| Partida dels Enserris-Santa Eulàlia - Vall del Riu Sallent                                                  |           | Cretaci superior | Coll de Nargó (Alt Urgell)          | IPAPC-12010 | {{ca\|Partida dels Enserris-Santa Eulàlia - Vall del Riu Sallent (Coll de Nargó)}} · {{WLE-AD-ES\|IPAPC-12010}} · {{Object location dec\|42.171957\|1.266038\|region:ES-CT_type:landmark_source:cawiki}} · [[Categoria:Paleontological sites in Catalonia]] |
| Bellestar                                                                                                   |           | Miocè superior   | Montferrer i Castellbò (Alt Urgell) | IPAPC-12764 | {{ca\|Bellestar (Montferrer i Castellbò)}} · {{WLE-AD-ES\|IPAPC-12764}} · {{Object location dec\|42.368119\|1.419403\|region:ES-CT_type:landmark_source:cawiki}} · [[Categoria:Paleontological sites in Catalonia]]                                         |
| Teuleria del Firal                                                                                          |           | Miocè superior   | La Seu d'Urgell (Alt Urgell)        | IPAPC-12769 | {{ca\|Teuleria del Firal (la Seu d'Urgell)}} · {{WLE-AD-ES\|IPAPC-12769}} · {{Object location dec\|42.361669\|1.457644\|region:ES-CT_type:landmark_source:cawiki}} · [[Categoria:Paleontological sites in Catalonia]]                                       |
| El Firal, o Tejera Gispert                                                                                  |           | Miocè superior   | La Seu d'Urgell (Alt Urgell)        | IPAPC-12772 | {{ca\|El Firal (la Seu d'Urgell)}} · {{WLE-AD-ES\|IPAPC-12772}} · {{Object location dec\|42.361287\|1.461369\|region:ES-CT_type:landmark_source:cawiki}} · [[Categoria:Paleontological sites in Catalonia]]                                                 |
| Can Petit                                                                                                   |           | Vallesià         | Montferrer i Castellbò (Alt Urgell) | IPAPC-12775 | {{ca\|Can Petit (Montferrer i Castellbò)}} · {{WLE-AD-ES\|IPAPC-12775}} · {{Object location dec\|42.367008\|1.425299\|region:ES-CT_type:landmark_source:cawiki}} · [[Categoria:Paleontological sites in Catalonia]]                                         |
| Pinyes-Vall del Riu Sallent, o Pujolfarré I                                                                 |           | Maastrichtià     | Coll de Nargó (Alt Urgell)          | IPAPC-15028 | {{ca\|Pinyes-Vall del Riu Sallent (Coll de Nargó)}} · {{WLE-AD-ES\|IPAPC-15028}} · {{Object location dec\|42.173204\|1.239435\|region:ES-CT_type:landmark_source:cawiki}} · [[Categoria:Paleontological sites in Catalonia]]                                |
| Jaciment paleontològic de Peramola                                                                          |           | Cretaci superior | Peramola (Alt Urgell)               | IPAPC-16267 | {{ca\|Jaciment paleontològic de Peramola (Peramola)}} · {{WLE-AD-ES\|IPAPC-16267}} · {{Object location dec\|42.102965\|1.298146\|region:ES-CT_type:landmark_source:cawiki}} · [[Categoria:Paleontological sites in Catalonia]]                              |
| Jaciment paleontològic de la Palanca de Noves                                                               |           | Permià           | Ribera d'Urgellet (Alt Urgell)      | IPAPC-20246 | {{ca\|Jaciment paleontològic de la Palanca de Noves (Ribera d'Urgellet)}} · {{WLE-AD-ES\|IPAPC-20246}} · {{Object location dec\|42.287843\|1.368426\|region:ES-CT_type:landmark_source:cawiki}} · [[Categoria:Paleontological sites in Catalonia]]          |

## Anoia
| Nom                             | Protecció | Cronologia                  | Localització                     | Codi        | Imatge |
| ------------------------------- | --------- | --------------------------- | -------------------------------- | ----------- | --- |
| Cal Mabres                      |           | Terciari (-3000000 / -9000) | Castellolí (Anoia)               | IPAPC-11928 | {{ca\|Cal Mabres (Castellolí)}} · {{WLE-AD-ES\|IPAPC-11928}} · {{Object location dec\|41.580306\|1.697893\|region:ES-CT_type:landmark_source:cawiki}} · [[Categoria:Paleontological sites in Catalonia]]                                  |
| Riera de Can Valls              |           | Miocè                       | Masquefa (Anoia)                 | IPAPC-11955 | {{ca\|Riera de Can Valls (Masquefa)}} · {{WLE-AD-ES\|IPAPC-11955}} · {{Object location dec\|41.484527\|1.818677\|region:ES-CT_type:landmark_source:cawiki}} · [[Categoria:Paleontological sites in Catalonia]]                            |
| Torrent d'Eucata o de l'Ocata   |           | Miocè mitjà                 | Els Hostalets de Pierola (Anoia) | IPAPC-12797 | {{ca\|Torrent d'Eucata (els Hostalets de Pierola)}} · {{WLE-AD-ES\|IPAPC-12797}} · {{Object location dec\|41.524816\|1.792661\|region:ES-CT_type:landmark_source:cawiki}} · [[Categoria:Paleontological sites in Catalonia]]              |
| Can Vila 1                      |           | Miocè mitjà                 | Els Hostalets de Pierola (Anoia) | IPAPC-12799 | {{ca\|Can Vila 1 (els Hostalets de Pierola)}} · {{WLE-AD-ES\|IPAPC-12799}} · {{Object location dec\|41.522238\|1.806294\|region:ES-CT_type:landmark_source:cawiki}} · [[Categoria:Paleontological sites in Catalonia]]                    |
| Font d'Eucata o de l'Ocata      |           | Miocè mitjà                 | Els Hostalets de Pierola (Anoia) | IPAPC-12800 | {{ca\|Font d'Eucata (els Hostalets de Pierola)}} · {{WLE-AD-ES\|IPAPC-12800}} · {{Object location dec\|41.525869\|1.791269\|region:ES-CT_type:landmark_source:cawiki}} · [[Categoria:Paleontological sites in Catalonia]]                 |
| Dipòsit Controlat de Can Mata   |           | Miocè mitjà                 | Els Hostalets de Pierola (Anoia) | IPAPC-12801 | {{ca\|Dipòsit Controlat de Can Mata (els Hostalets de Pierola)}} · {{WLE-AD-ES\|IPAPC-12801}} · {{Object location dec\|41.526060\|1.807039\|region:ES-CT_type:landmark_source:cawiki}} · [[Categoria:Paleontological sites in Catalonia]] |
| Cementiri de Masquefa           |           | Miocè mitjà                 | Masquefa (Anoia)                 | IPAPC-12808 | {{ca\|Cementiri de Masquefa (Masquefa)}} · {{WLE-AD-ES\|IPAPC-12808}} · {{Object location dec\|41.508040\|1.809488\|region:ES-CT_type:landmark_source:cawiki}} · [[Categoria:Paleontological sites in Catalonia]]                         |
| Jaciment paleontològic de Piera |           | Miocè superior              | Piera (Anoia)                    | IPAPC-12812 | {{ca\|Jaciment paleontològic de Piera (Piera)}} · {{WLE-AD-ES\|IPAPC-12812}} · {{Object location dec\|41.517796\|1.745229\|region:ES-CT_type:landmark_source:cawiki}} · [[Categoria:Paleontological sites in Catalonia]]                  |
| La Fortesa                      |           | Pliocè                      | Sant Pere Sallavinera (Anoia)    | IPAPC-12815 | {{ca\|La Fortesa (Sant Pere Sallavinera)}} · {{WLE-AD-ES\|IPAPC-12815}} · {{Object location dec\|41.468077\|1.760246\|region:ES-CT_type:landmark_source:cawiki}} · [[Categoria:Paleontological sites in Catalonia]]                       |
| Ecoparc de Can Mata             |           | Vallesià                    | Els Hostalets de Pierola (Anoia) | IPAPC-14883 | {{ca\|Ecoparc de Can Mata (els Hostalets de Pierola)}} · {{WLE-AD-ES\|IPAPC-14883}} · {{Object location dec\|41.534225\|1.798827\|region:ES-CT_type:landmark_source:cawiki}} · [[Categoria:Paleontological sites in Catalonia]]           |
| Riera de Claret                 |           | Miocè mitjà                 | Els Hostalets de Pierola (Anoia) | IPAPC-20214 | {{ca\|Riera de Claret (els Hostalets de Pierola)}} · {{WLE-AD-ES\|IPAPC-20214}} · {{Object location dec\|41.525752\|1.799886\|region:ES-CT_type:landmark_source:cawiki}} · [[Categoria:Paleontological sites in Catalonia]]               |
| Porquerisses                    |           | Oligocè inferior            | Argençola (Anoia)                | IPAPC-20463 | {{ca\|Porquerisses (Argençola)}} · {{WLE-AD-ES\|IPAPC-20463}} · {{Object location dec\|41.625200\|1.455458\|region:ES-CT_type:landmark_source:cawiki}} · [[Categoria:Paleontological sites in Catalonia]]                                 |

## Bages
| Nom                                   | Protecció | Cronologia                 | Localització                   | Codi        | Imatge |
| ------------------------------------- | --------- | -------------------------- | ------------------------------ | ----------- | --- |
| Graveres d'Alou                       |           | Holocè (-3000000 / -9000)  | Balsareny (Bages)              | IPAPC-5232  | {{ca\|Graveres d'Alou (Balsareny)}} · {{WLE-AD-ES\|IPAPC-5232}} · {{Object location dec\|41.854158\|1.883881\|region:ES-CT_type:landmark_source:cawiki}} · [[Categoria:Paleontological sites in Catalonia]]                        |
| Fonollosa-13                          |           | Oligocè inferior           | Fonollosa (Bages)              | IPAPC-12822 | {{ca\|Fonollosa-13 (Fonollosa)}} · {{WLE-AD-ES\|IPAPC-12822}} · {{Object location dec\|41.762162\|1.691622\|region:ES-CT_type:landmark_source:cawiki}} · [[Categoria:Paleontological sites in Catalonia]]                          |
| Jaciment paleontològic de Santpedor   |           | Oligocè inferior           | Santpedor (Bages)              | IPAPC-12835 | {{ca\|Jaciment paleontològic de Santpedor (Santpedor)}} · {{WLE-AD-ES\|IPAPC-12835}} · {{Object location dec\|41.798701\|1.834205\|region:ES-CT_type:landmark_source:cawiki}} · [[Categoria:Paleontological sites in Catalonia]]   |
| Costa de la Vila                      |           | Oligocè inferior           | Castellnou de Bages (Bages)    | IPAPC-12836 | {{ca\|Costa de la Vila (Castellnou de Bages)}} · {{WLE-AD-ES\|IPAPC-12836}} · {{Object location dec\|41.797752\|1.829438\|region:ES-CT_type:landmark_source:cawiki}} · [[Categoria:Paleontological sites in Catalonia]]            |
| Pedrera Riu d'Or, o Pedrera Garrigada |           | Des de Priabonià a Oligocè | Sallent (Bages)                | IPAPC-20836 | {{ca\|Pedrera Riu d'Or (Sallent)}} · {{WLE-AD-ES\|IPAPC-20836}} · {{Object location dec\|41.801256\|1.870412\|region:ES-CT_type:landmark_source:cawiki}} · [[Categoria:Paleontological sites in Catalonia]]                        |
| Sireni de Sant Cristòfol, o Mas Enric |           | Bartonià                   | Castellbell i el Vilar (Bages) | IPAPC-20942 | {{ca\|Sireni de Sant Cristòfol (Castellbell i el Vilar)}} · {{WLE-AD-ES\|IPAPC-20942}} · {{Object location dec\|41.644090\|1.817554\|region:ES-CT_type:landmark_source:cawiki}} · [[Categoria:Paleontological sites in Catalonia]] |

## Baix Camp
| Nom                                  | Protecció | Cronologia       | Localització                    | Codi        | Imatge |
| ------------------------------------ | --------- | ---------------- | ------------------------------- | ----------- | --- |
| Jaciment paleontològic de Puigcerver |           | Cretaci inferior | Alforja i Riudecols (Baix Camp) | IPAPC-12841 | {{ca\|Jaciment paleontològic de Puigcerver (Baix Camp)}} · {{WLE-AD-ES\|IPAPC-12841}} · {{Object location dec\|41.193255\|0.931674\|region:ES-CT_type:landmark_source:cawiki}} · [[Categoria:Paleontological sites in Catalonia]] |

## Baix Ebre
| Nom                                        | Protecció | Cronologia       | Localització                 | Codi        | Imatge |
| ------------------------------------------ | --------- | ---------------- | ---------------------------- | ----------- | --- |
| Jaciment paleontològic de Punta de l'Àliga |           | Cretaci inferior | L'Ametlla de Mar (Baix Ebre) | IPAPC-12850 | {{ca\|Jaciment paleontològic de Punta de l'Àliga (l'Ametlla de Mar)}} · {{WLE-AD-ES\|IPAPC-12850}} · {{Object location dec\|40.846736\|0.762517\|region:ES-CT_type:landmark_source:cawiki}} · [[Categoria:Paleontological sites in Catalonia]] |

## Baix Empordà
| Nom                                                                                | Protecció | Cronologia     | Localització                                               | Codi        | Imatge |                                                                                             |
| ---------------------------------------------------------------------------------- | --------- | -------------- | ---------------------------------------------------------- | ----------- | --- | ------------------------------------------------------------------------------------------- |
| Pedrera Mas Prats                                                                  |           | Plistocè       | Regencós (Baix Empordà)                                    | IPAPC-12571 | {{ca\|Pedrera Mas Prats (Regencós)}} · {{WLE-AD-ES\|IPAPC-12571}} · {{Object location dec\|41.952253\|3.188183\|region:ES-CT_type:landmark_source:cawiki}} · [[Categoria:Paleontological sites in Catalonia]]                                               |                                                                                             |
| Vacamorta, o Abocador Controlat de Vacamorta, la Bisbal 1, Terreres de Can Colomer |           | Miocè superior | Cruïlles, Monells i Sant Sadurní de l'Heura (Baix Empordà) | IPAPC-12851 | {{ca\|Vacamorta (Cruïlles, Monells i Sant Sadurní de l'Heura)}} · {{WLE-AD-ES\|IPAPC-12851}} · {{Object location dec\|41.964949\|3.017830\|region:ES-CT_type:landmark_source:cawiki}} · [[Categoria:Paleontological sites in Catalonia]]                    |                                                                                             |
| Restes vegetals de la Bisbal                                                       |           | Miocè superior | Cruïlles, Monells i Sant Sadurní de l'Heura (Baix Empordà) | IPAPC-12855 | {{ca\|Restes vegetals de la Bisbal (Cruïlles, Monells i Sant Sadurní de l'Heura)}} · {{WLE-AD-ES\|IPAPC-12855}} · {{Object location dec\|41.959973\|3.017865\|region:ES-CT_type:landmark_source:cawiki}} · [[Categoria:Paleontological sites in Catalonia]] |                                                                                             |
| La Bisbal 2                                                                        |           | Miocè superior | Cruïlles, Monells i Sant Sadurní de l'Heura (Baix Empordà) | IPAPC-12856 | {{ca\|La Bisbal 2 (Cruïlles, Monells i Sant Sadurní de l'Heura)}} · {{WLE-AD-ES\|IPAPC-12856}} · {{Object location dec\|41.965042\|3.025469\|region:ES-CT_type:landmark_source:cawiki}} · [[Categoria:Paleontological sites in Catalonia]]                  |                                                                                             |
| Les Olives                                                                         |           | Miocè superior | Garrigoles (Baix Empordà)                                  | IPAPC-12858 | {{ca\|Les Olives (Garrigoles)}} · {{WLE-AD-ES\|IPAPC-12858}} · {{Object location dec\|42.099579\|3.025845\|region:ES-CT_type:landmark_source:cawiki}} · [[Categoria:Paleontological sites in Catalonia]]                                                    |                                                                                             |
| Les Illes Medes                                                                    |           | Pliocè         | Torroella de Montgrí (Baix Empordà)                        | IPAPC-12860 | {{ca\|Les Illes Medes (Torroella de Montgrí)}} · {{WLE-AD-ES\|IPAPC-12860}} · {{Object location dec\| | region:ES-CT_type:landmark_source:cawiki}} [[Categoria:Paleontological sites in Catalonia]] |
| Les Illes Medes-II                                                                 |           | Pliocè         | Torroella de Montgrí (Baix Empordà)                        | IPAPC-12861 | {{ca\|Les Illes Medes-II (Torroella de Montgrí)}} · {{WLE-AD-ES\|IPAPC-12861}} · {{Object location dec\|42.046414\|3.222839\|region:ES-CT_type:landmark_source:cawiki}} · [[Categoria:Paleontological sites in Catalonia]]                                  |                                                                                             |

## Baix Llobregat
| Nom                                                                              | Protecció | Cronologia                              | Localització                                                            | Codi        | Imatge |
| -------------------------------------------------------------------------------- | --------- | --------------------------------------- | ----------------------------------------------------------------------- | ----------- | --- |
| Jaciment paleontològic Cova Bonica                                               |           | Pliocè superior                         | Gavà (Baix Llobregat)                                                   | IPAPC-5288  | {{ca\|Jaciment paleontològic Cova Bonica (Gavà)}} · {{WLE-AD-ES\|IPAPC-5288}} · {{Object location dec\|41.290872\|1.940917\|region:ES-CT_type:landmark_source:cawiki}} · [[Categoria:Paleontological sites in Catalonia]]                                        |
| La Vinya Vella                                                                   |           | Miocè inferior                          | Esparreguera (Baix Llobregat)                                           | IPAPC-12888 | {{ca\|La Vinya Vella (Esparreguera)}} · {{WLE-AD-ES\|IPAPC-12888}} · {{Object location dec\|41.548327\|1.847309\|region:ES-CT_type:landmark_source:cawiki}} · [[Categoria:Paleontological sites in Catalonia]]                                                   |
| Jaciment paleontològic de Can Puig                                               |           | Carbonífer                              | El Papiol (Baix Llobregat)                                              | IPAPC-12897 | {{ca\|Jaciment paleontològic de Can Puig (el Papiol)}} · {{WLE-AD-ES\|IPAPC-12897}} · {{Object location dec\|41.432997\|2.020876\|region:ES-CT_type:landmark_source:cawiki}} · [[Categoria:Paleontological sites in Catalonia]]                                  |
| Can Mas                                                                          |           | Miocè inferior                          | El Papiol (Baix Llobregat)                                              | IPAPC-12898 | {{ca\|Can Mas (el Papiol)}} · {{WLE-AD-ES\|IPAPC-12898}} · {{Object location dec\|41.437524\|2.003051\|region:ES-CT_type:landmark_source:cawiki}} · [[Categoria:Paleontological sites in Catalonia]]                                                             |
| Jaciment paleontològic Sant Andreu de la Barca, o Can Canals, Abocador Municipal |           | Miocè inferior                          | Sant Andreu de la Barca (Baix Llobregat)                                | IPAPC-12899 | {{ca\|Jaciment paleontològic Sant Andreu de la Barca (Sant Andreu de la Barca)}} · {{WLE-AD-ES\|IPAPC-12899}} · {{Object location dec\|41.446106\|1.963851\|region:ES-CT_type:landmark_source:cawiki}} · [[Categoria:Paleontological sites in Catalonia]]        |
| Les Escletxes 1                                                                  |           | Miocè inferior                          | El Papiol (Baix Llobregat)                                              | IPAPC-13128 | {{ca\|Les Escletxes 1 (el Papiol)}} · {{WLE-AD-ES\|IPAPC-13128}} · {{Object location dec\|41.438983\|2.017734\|region:ES-CT_type:landmark_source:cawiki}} · [[Categoria:Paleontological sites in Catalonia]]                                                     |
| Can Cerdà - Can Canals                                                           |           | Miocè inferior                          | El Papiol (Baix Llobregat)                                              | IPAPC-13129 | {{ca\|Can Cerdà - Can Canals (el Papiol)}} · {{WLE-AD-ES\|IPAPC-13129}} · {{Object location dec\|41.448212\|2.001127\|region:ES-CT_type:landmark_source:cawiki}} · [[Categoria:Paleontological sites in Catalonia]]                                              |
| Bòbila de Sales                                                                  |           | Plistocè (-120000 / -80000)             | Viladecans (Baix Llobregat)                                             | IPAPC-13334 | {{ca\|Bòbila de Sales (Viladecans)}} · {{WLE-AD-ES\|IPAPC-13334}} · {{Object location dec\|41.325019\|2.025014\|region:ES-CT_type:landmark_source:cawiki}} · [[Categoria:Paleontological sites in Catalonia]]                                                    |
| Cova del Rinoceront de la Pedrera de Ca n'Aimerich                               |           | Plistocè (-3000000 / -9000)             | Castelldefels (Baix Llobregat)                                          | IPAPC-13577 | {{ca\|Cova del Rinoceront de la Pedrera de Ca n'Aimerich (Castelldefels)}} · {{WLE-AD-ES\|IPAPC-13577}} · {{Object location dec\|41.273308\|1.960808\|region:ES-CT_type:landmark_source:cawiki}} · [[Categoria:Paleontological sites in Catalonia]]              |
| Avenc del Sellarès                                                               |           | Plistocè                                | Begues (Baix Llobregat)                                                 | IPAPC-13733 | {{ca\|Avenc del Sellarès (Begues)}} · {{WLE-AD-ES\|IPAPC-13733}} · {{Object location dec\|41.341592\|1.875250\|region:ES-CT_type:landmark_source:cawiki}} · [[Categoria:Paleontological sites in Catalonia]]                                                     |
| Jaciment paleontològic Avinguda d'Espanya núm. 129-130 (Urb. Torre Vileta)       |           | Des de Silurià a Devonià                | Cervelló (Baix Llobregat)                                               | IPAPC-13738 | {{ca\|Jaciment paleontològic Avinguda d'Espanya núm. 129-130 (Cervelló)}} · {{WLE-AD-ES\|IPAPC-13738}} · {{Object location dec\|41.393561\|1.983250\|region:ES-CT_type:landmark_source:cawiki}} · [[Categoria:Paleontological sites in Catalonia]]               |
| Jaciment paleontològic de Cova Coll Verdaguer                                    |           | Quaternari                              | Cervelló (Baix Llobregat)                                               | IPAPC-13740 | {{ca\|Jaciment paleontològic de Cova Coll Verdaguer (Cervelló)}} · {{WLE-AD-ES\|IPAPC-13740}} · {{Object location dec\|41.392708\|1.910717\|region:ES-CT_type:landmark_source:cawiki}} · [[Categoria:Paleontological sites in Catalonia]]                        |
| Jaciment paleontològic del km 356 de la N-340                                    |           | Quaternari                              | Cervelló (Baix Llobregat)                                               | IPAPC-13742 | {{ca\|Jaciment paleontològic del km 356 de la N-340 (Cervelló)}} · {{WLE-AD-ES\|IPAPC-13742}} · {{Object location dec\|41.399014\|1.974426\|region:ES-CT_type:landmark_source:cawiki}} · [[Categoria:Paleontological sites in Catalonia]]                        |
| Jaciment paleontològic de la Urbanització Can Castany                            |           | Des de Silurià a Devonià                | Cervelló (Baix Llobregat)                                               | IPAPC-13743 | {{ca\|Jaciment paleontològic de la Urbanització Can Castany (Cervelló)}} · {{WLE-AD-ES\|IPAPC-13743}} · {{Object location dec\|41.390265\|1.966625\|region:ES-CT_type:landmark_source:cawiki}} · [[Categoria:Paleontological sites in Catalonia]]                |
| Mostreig paleontològic al Molí dels Frares                                       |           | Des de Silurià a Devonià                | Cervelló i Sant Vicenç dels Horts (Baix Llobregat)                      | IPAPC-13745 | {{ca\|Mostreig paleontològic al Molí dels Frares (Baix Llobregat)}} · {{WLE-AD-ES\|IPAPC-13745}} · {{Object location dec\|41.401251\|1.994761\|region:ES-CT_type:landmark_source:cawiki}} · [[Categoria:Paleontological sites in Catalonia]]                     |
| Elephas Antiquus de la Sentiu                                                    |           | Plistocè mitjà                          | Gavà (Baix Llobregat)                                                   | IPAPC-13801 | {{ca\|Elephas Antiquus de la Sentiu (Gavà)}} · {{WLE-AD-ES\|IPAPC-13801}} · {{Object location dec\|41.301260\|1.975075\|region:ES-CT_type:landmark_source:cawiki}} · [[Categoria:Paleontological sites in Catalonia]]                                            |
| Jaciment paleontològic intersecció de les carreteres N-340 i BV-2421             |           | Des de Silurià a Devonià                | Cervelló (Baix Llobregat)                                               | IPAPC-13815 | {{ca\|Jaciment paleontològic intersecció de les carreteres N-340 i BV-2421 (Cervelló)}} · {{WLE-AD-ES\|IPAPC-13815}} · {{Object location dec\|41.400282\|1.985499\|region:ES-CT_type:landmark_source:cawiki}} · [[Categoria:Paleontological sites in Catalonia]] |
| Jaciment paleontològic del Polígon Industrial Sud                                |           | Pliocè                                  | El Papiol (Baix Llobregat)                                              | IPAPC-13817 | {{ca\|Jaciment paleontològic del Polígon Industrial Sud (el Papiol)}} · {{WLE-AD-ES\|IPAPC-13817}} · {{Object location dec\|41.432735\|2.009683\|region:ES-CT_type:landmark_source:cawiki}} · [[Categoria:Paleontological sites in Catalonia]]                   |
| L'Avenc Marcel                                                                   |           | Des de Pliocè a Plistocè                | Vallirana (Baix Llobregat)                                              | IPAPC-13890 | {{ca\|L'Avenc Marcel (Vallirana)}} · {{WLE-AD-ES\|IPAPC-13890}} · {{Object location dec\|41.351800\|1.938123\|region:ES-CT_type:landmark_source:cawiki}} · [[Categoria:Paleontological sites in Catalonia]]                                                      |
| Jaciment paleontològic Pedrera Canal Negre                                       |           | Quaternari                              | Gavà (Baix Llobregat)                                                   | IPAPC-18614 | {{ca\|Jaciment paleontològic Pedrera Canal Negre (Gavà)}} · {{WLE-AD-ES\|IPAPC-18614}} · {{Object location dec\|41.286099\|1.947452\|region:ES-CT_type:landmark_source:cawiki}} · [[Categoria:Paleontological sites in Catalonia]]                               |
| Riera de Sant Jaume, o Olesa de Montserrat                                       |           | Triàsic mitjà                           | Olesa de Montserrat i Viladecavalls (Baix Llobregat, Vallès Occidental) | IPAPC-20250 | {{ca\|Riera de Sant Jaume (Olesa de Montserrat i Viladecavalls)}} · {{WLE-AD-ES\|IPAPC-20250}} · {{Object location dec\|41.567893\|1.923808\|region:ES-CT_type:landmark_source:cawiki}} · [[Categoria:Paleontological sites in Catalonia]]                       |
| Terrasses de la Riera dels Canyars                                               |           | Plistocè superior                       | Gavà (Baix Llobregat)                                                   | IPAPC-20630 | {{ca\|Terrasses de la Riera dels Canyars (Gavà)}} · {{WLE-AD-ES\|IPAPC-20630}} · {{Object location dec\|41.296027\|1.979630\|region:ES-CT_type:landmark_source:cawiki}} · [[Categoria:Paleontological sites in Catalonia]]                                       |
| Pedrera del Turó Roig                                                            |           | Des de Triàsic inferior a Triàsic mitjà | Pallejà (Baix Llobregat)                                                | IPAPC-20960 | {{ca\|Pedrera del Turó Roig (Pallejà)}} · {{WLE-AD-ES\|IPAPC-20960}} · {{Object location dec\|41.412539\|1.986287\|region:ES-CT_type:landmark_source:cawiki}} · [[Categoria:Paleontological sites in Catalonia]]                                                 |

## Baix Penedès
| Nom                                                 | Protecció | Cronologia                          | Localització               | Codi        | Imatge |
| --------------------------------------------------- | --------- | ----------------------------------- | -------------------------- | ----------- | --- |
| Jaciment paleontològic de les Ventoses              |           | Cretaci inferior                    | El Montmell (Baix Penedès) | IPAPC-12906 | {{ca\|Jaciment paleontològic de les Ventoses (el Montmell)}} · {{WLE-AD-ES\|IPAPC-12906}} · {{Object location dec\|41.344427\|1.533256\|region:ES-CT_type:landmark_source:cawiki}} · [[Categoria:Paleontological sites in Catalonia]]           |
| Jaciment paleontològic del Pont del Camí de Montpaó |           | Des de Miocè mitjà a Miocè superior | Calafell (Baix Penedès)    | IPAPC-19692 | {{ca\|Jaciment paleontològic del Pont del Camí de Montpaó (Calafell)}} · {{WLE-AD-ES\|IPAPC-19692}} · {{Object location dec\|41.209245\|1.583420\|region:ES-CT_type:landmark_source:cawiki}} · [[Categoria:Paleontological sites in Catalonia]] |

## Barcelonès
| Nom                                         | Protecció | Cronologia | Localització           | Codi        | Imatge |
| ------------------------------------------- | --------- | ---------- | ---------------------- | ----------- | --- |
| Les Coves del Carmel, o Parc del Carmel     |           | Plistocè   | Barcelona (Barcelonès) | IPAPC-15731 | {{ca\|Les Coves del Carmel (Barcelona)}} · {{WLE-AD-ES\|IPAPC-15731}} · {{Object location dec\|41.417036\|2.153839\|region:ES-CT_type:landmark_source:cawiki}} · [[Categoria:Paleontological sites in Catalonia]]     |
| Les Coves del Parc Güell, o Coves de Gràcia |           | Plistocè   | Barcelona (Barcelonès) | IPAPC-15733 | {{ca\|Les Coves del Parc Güell (Barcelona)}} · {{WLE-AD-ES\|IPAPC-15733}} · {{Object location dec\|41.414859\|2.150571\|region:ES-CT_type:landmark_source:cawiki}} · [[Categoria:Paleontological sites in Catalonia]] |
| Can Déu, o Plaça de la Concòrdia número 15  |           | Plistocè   | Barcelona (Barcelonès) | IPAPC-15747 | {{ca\|Can Déu (Barcelona)}} · {{WLE-AD-ES\|IPAPC-15747}} · {{Object location dec\|41.386739\|2.132517\|region:ES-CT_type:landmark_source:cawiki}} · [[Categoria:Paleontological sites in Catalonia]]                  |
| Carrer Carrençà, o Carrer Carrençà número 7 |           | Plistocè   | Barcelona (Barcelonès) | IPAPC-15748 | {{ca\|Carrer Carrençà (Barcelona)}} · {{WLE-AD-ES\|IPAPC-15748}} · {{Object location dec\|41.400504\|2.131539\|region:ES-CT_type:landmark_source:cawiki}} · [[Categoria:Paleontological sites in Catalonia]]          |

## Berguedà
| Nom                                 | Protecció | Cronologia       | Localització                  | Codi        | Imatge |
| ----------------------------------- | --------- | ---------------- | ----------------------------- | ----------- | --- |
| Jaciment paleontològic de Can Petit |           | Maastrichtià     | Fígols (Berguedà)             | IPAPC-12914 | {{ca\|Jaciment paleontològic de Can Petit (Fígols)}} · {{WLE-AD-ES\|IPAPC-12914}} · {{Object location dec\|42.175629\|1.824629\|region:ES-CT_type:landmark_source:cawiki}} · [[Categoria:Paleontological sites in Catalonia]] |
| Icnites de Fumanya Sud              |           | Cretaci superior | Fígols i Vallcebre (Berguedà) | IPAPC-13171 | {{ca\|Icnites de Fumanya Sud (Berguedà)}} · {{WLE-AD-ES\|IPAPC-13171}} · {{Object location dec\|42.180260\|1.794777\|region:ES-CT_type:landmark_source:cawiki}} · [[Categoria:Icnites de Fumanya]]                            |
| Icnites de Mina Esquirol            |           | Cretaci superior | Vallcebre (Berguedà)          | IPAPC-13175 | {{ca\|Icnites de Mina Esquirol (Vallcebre)}} · {{WLE-AD-ES\|IPAPC-13175}} · {{Object location dec\|42.184944\|1.797912\|region:ES-CT_type:landmark_source:cawiki}} · [[Categoria:Paleontological sites in Catalonia]]         |
| Icnites de Fumanya Nord             |           | Cretaci superior | Vallcebre (Berguedà)          | IPAPC-13178 | {{ca\|Icnites de Fumanya Nord (Vallcebre)}} · {{WLE-AD-ES\|IPAPC-13178}} · {{Object location dec\|42.190434\|1.799283\|region:ES-CT_type:landmark_source:cawiki}} · [[Categoria:Paleontological sites in Catalonia]]          |
| Icnites de Mina Tumí o Tomí         |           | Cretaci superior | Vallcebre (Berguedà)          | IPAPC-13179 | {{ca\|Icnites de Mina Tumí (Vallcebre)}} · {{WLE-AD-ES\|IPAPC-13179}} · {{Object location dec\|42.199623\|1.789652\|region:ES-CT_type:landmark_source:cawiki}} · [[Categoria:Paleontological sites in Catalonia]]             |
| Icnites dels Cingles del Boixader   |           | Cretaci superior | Fígols i Vallcebre (Berguedà) | IPAPC-13182 | {{ca\|Icnites dels Cingles del Boixader (Berguedà)}} · {{WLE-AD-ES\|IPAPC-13182}} · {{Object location dec\|42.179556\|1.804184\|region:ES-CT_type:landmark_source:cawiki}} · [[Categoria:Paleontological sites in Catalonia]] |
| Icnites de Coll de Jou              | BCIN      | Cretaci superior | Saldes (Berguedà)             | IPAPC-13186 | {{ca\|Icnites de Coll de Jou (Saldes)}} · {{WLE-AD-ES\|IPAPC-13186}} · {{Object location dec\|42.233442\|1.739156\|region:ES-CT_type:landmark_source:cawiki}} · [[Categoria:Paleontological sites in Catalonia]]              |
| Roca de la Rella                    |           | Oligocè superior | Puig-reig (Berguedà)          | IPAPC-13576 | {{ca\|Roca de la Rella (Puig-reig)}} · {{WLE-AD-ES\|IPAPC-13576}} · {{Object location dec\|41.976151\|1.857566\|region:ES-CT_type:landmark_source:cawiki}} · [[Categoria:Paleontological sites in Catalonia]]                 |
| Font del Bullidor                   |           | Cretaci superior | Fígols (Berguedà)             | IPAPC-15035 | {{ca\|Font del Bullidor (Fígols)}} · {{WLE-AD-ES\|IPAPC-15035}} · {{Object location dec\|42.176725\|1.820386\|region:ES-CT_type:landmark_source:cawiki}} · [[Categoria:Paleontological sites in Catalonia]]                   |
| Costa Freda                         |           | Cretaci superior | Saldes (Berguedà)             | IPAPC-15037 | {{ca\|Costa Freda (Saldes)}} · {{WLE-AD-ES\|IPAPC-15037}} · {{Object location dec\|42.203029\|1.765061\|region:ES-CT_type:landmark_source:cawiki}} · [[Categoria:Paleontological sites in Catalonia]]                         |
| Torrent de l'Esdabella              |           | Cretaci superior | Vallcebre (Berguedà)          | IPAPC-16762 | {{ca\|Torrent de l'Esdabella (Vallcebre)}} · {{WLE-AD-ES\|IPAPC-16762}} · {{Object location dec\|42.203280\|1.791847\|region:ES-CT_type:landmark_source:cawiki}} · [[Categoria:Paleontological sites in Catalonia]]           |
| La Canalassa                        |           | Maastrichtià     | Vallcebre (Berguedà)          | IPAPC-20227 | {{ca\|La Canalassa (Vallcebre)}} · {{WLE-AD-ES\|IPAPC-20227}} · {{Object location dec\|42.199349\|1.803901\|region:ES-CT_type:landmark_source:cawiki}} · [[Categoria:Paleontological sites in Catalonia]]                     |
| Cingles de Conangle                 |           | Maastrichtià     | Vallcebre (Berguedà)          | IPAPC-20228 | {{ca\|Cingles de Conangle (Vallcebre)}} · {{WLE-AD-ES\|IPAPC-20228}} · {{Object location dec\|42.189299\|1.801390\|region:ES-CT_type:landmark_source:cawiki}} · [[Categoria:Paleontological sites in Catalonia]]              |
| Torrent del Pla de la Closa 1       |           | Maastrichtià     | Fígols (Berguedà)             | IPAPC-20235 | {{ca\|Torrent del Pla de la Closa 1 (Fígols)}} · {{WLE-AD-ES\|IPAPC-20235}} · {{Object location dec\|42.165973\|1.748631\|region:ES-CT_type:landmark_source:cawiki}} · [[Categoria:Paleontological sites in Catalonia]]       |
| Torrent del Pla de la Closa 2       |           | Maastrichtià     | Fígols (Berguedà)             | IPAPC-20236 | {{ca\|Torrent del Pla de la Closa 2 (Fígols)}} · {{WLE-AD-ES\|IPAPC-20236}} · {{Object location dec\|42.166014\|1.747910\|region:ES-CT_type:landmark_source:cawiki}} · [[Categoria:Paleontological sites in Catalonia]]       |

## Cerdanya
| Nom                 | Protecció | Cronologia     | Localització      | Codi        | Imatge |
| ------------------- | --------- | -------------- | ----------------- | ----------- | --- |
| La Pedrera d'Olopte |           | Miocè superior | Isòvol (Cerdanya) | IPAPC-17983 | {{ca\|La Pedrera d'Olopte (Isòvol)}} · {{WLE-AD-ES\|IPAPC-17983}} · {{Object location dec\|42.384265\|1.819902\|region:ES-CT_type:landmark_source:cawiki}} · [[Categoria:Paleontological sites in Catalonia]] |

## Conca de Barberà
| Nom                              | Protecció | Cronologia    | Localització              | Codi        | Imatge |
| -------------------------------- | --------- | ------------- | ------------------------- | ----------- | --- |
| Jaciment paleontològic de Sarral |           | Eocè superior | Sarral (Conca de Barberà) | IPAPC-12246 | {{ca\|Jaciment paleontològic de Sarral (Sarral)}} · {{WLE-AD-ES\|IPAPC-12246}} · {{Object location dec\|41.450057\|1.239291\|region:ES-CT_type:landmark_source:cawiki}} · [[Categoria:Paleontological sites in Catalonia]] |

## Garraf
| Nom                                                   | Protecció | Cronologia       | Localització                | Codi        | Imatge |
| ----------------------------------------------------- | --------- | ---------------- | --------------------------- | ----------- | --- |
| Jaciment paleontològic de Mas Rossell                 |           | Cretaci inferior | Canyelles (Garraf)          | IPAPC-12958 | {{ca\|Jaciment paleontològic de Mas Rossell (Canyelles)}} · {{WLE-AD-ES\|IPAPC-12958}} · {{Object location dec\|41.284584\|1.712719\|region:ES-CT_type:landmark_source:cawiki}} · [[Categoria:Paleontological sites in Catalonia]]                          |
| Jaciment paleontològic de Can Valent                  |           | Cretaci inferior | Canyelles (Garraf)          | IPAPC-12959 | {{ca\|Jaciment paleontològic de Can Valent (Canyelles)}} · {{WLE-AD-ES\|IPAPC-12959}} · {{Object location dec\|41.281346\|1.738808\|region:ES-CT_type:landmark_source:cawiki}} · [[Categoria:Paleontological sites in Catalonia]]                           |
| Jaciment paleontològic de Can Casanova                |           | Cretaci inferior | Sant Pere de Ribes (Garraf) | IPAPC-12960 | {{ca\|Jaciment paleontològic de Can Casanova (Sant Pere de Ribes)}} · {{WLE-AD-ES\|IPAPC-12960}} · {{Object location dec\|41.274987\|1.745819\|region:ES-CT_type:landmark_source:cawiki}} · [[Categoria:Paleontological sites in Catalonia]]                |
| Jaciment paleontològic de la Roqueta-II               |           | Cretaci inferior | Olivella (Garraf)           | IPAPC-12961 | {{ca\|Jaciment paleontològic de la Roqueta-II (Olivella)}} · {{WLE-AD-ES\|IPAPC-12961}} · {{Object location dec\|41.298516\|1.755462\|region:ES-CT_type:landmark_source:cawiki}} · [[Categoria:Paleontological sites in Catalonia]]                         |
| Jaciment paleontològic de la Roqueta-I                |           | Cretaci inferior | Olivella (Garraf)           | IPAPC-12962 | {{ca\|Jaciment paleontològic de la Roqueta-I (Olivella)}} · {{WLE-AD-ES\|IPAPC-12962}} · {{Object location dec\|41.291614\|1.752798\|region:ES-CT_type:landmark_source:cawiki}} · [[Categoria:Paleontological sites in Catalonia]]                          |
| Jaciment paleontològic de Can Milà                    |           | Cretaci inferior | Olivella (Garraf)           | IPAPC-12963 | {{ca\|Jaciment paleontològic de Can Milà (Olivella)}} · {{WLE-AD-ES\|IPAPC-12963}} · {{Object location dec\|41.304335\|1.783282\|region:ES-CT_type:landmark_source:cawiki}} · [[Categoria:Paleontological sites in Catalonia]]                              |
| Jaciment paleontològic de la Torreta                  |           | Cretaci inferior | Sant Pere de Ribes (Garraf) | IPAPC-12964 | {{ca\|Jaciment paleontològic de la Torreta (Sant Pere de Ribes)}} · {{WLE-AD-ES\|IPAPC-12964}} · {{Object location dec\|41.284101\|1.774997\|region:ES-CT_type:landmark_source:cawiki}} · [[Categoria:Paleontological sites in Catalonia]]                  |
| Jaciment paleontològic de la Font de l'Isidro-la Coma |           | Cretaci inferior | Sant Pere de Ribes (Garraf) | IPAPC-12965 | {{ca\|Jaciment paleontològic de la Font de l'Isidro-la Coma (Sant Pere de Ribes)}} · {{WLE-AD-ES\|IPAPC-12965}} · {{Object location dec\|41.272100\|1.758321\|region:ES-CT_type:landmark_source:cawiki}} · [[Categoria:Paleontological sites in Catalonia]] |
| Jaciment paleontològic de la Collada de la Cota 160   |           | Cretaci inferior | Sant Pere de Ribes (Garraf) | IPAPC-12967 | {{ca\|Jaciment paleontològic de la Collada de la Cota 160 (Sant Pere de Ribes)}} · {{WLE-AD-ES\|IPAPC-12967}} · {{Object location dec\|41.277737\|1.780459\|region:ES-CT_type:landmark_source:cawiki}} · [[Categoria:Paleontological sites in Catalonia]]   |
| Jaciment paleontològic de Can Pere de la Plana        |           | Cretaci inferior | Sant Pere de Ribes (Garraf) | IPAPC-12968 | {{ca\|Jaciment paleontològic de Can Pere de la Plana (Sant Pere de Ribes)}} · {{WLE-AD-ES\|IPAPC-12968}} · {{Object location dec\|41.274944\|1.808352\|region:ES-CT_type:landmark_source:cawiki}} · [[Categoria:Paleontological sites in Catalonia]]        |
| Jaciment paleontològic de Can Mercer de la Penya      |           | Cretaci inferior | Sant Pere de Ribes (Garraf) | IPAPC-12969 | {{ca\|Jaciment paleontològic de Can Mercer de la Penya (Sant Pere de Ribes)}} · {{WLE-AD-ES\|IPAPC-12969}} · {{Object location dec\|41.263849\|1.805542\|region:ES-CT_type:landmark_source:cawiki}} · [[Categoria:Paleontological sites in Catalonia]]      |
| Jaciment paleontològic de Can Giralt                  |           | Cretaci inferior | Sant Pere de Ribes (Garraf) | IPAPC-12970 | {{ca\|Jaciment paleontològic de Can Giralt (Sant Pere de Ribes)}} · {{WLE-AD-ES\|IPAPC-12970}} · {{Object location dec\|41.287474\|1.784718\|region:ES-CT_type:landmark_source:cawiki}} · [[Categoria:Paleontological sites in Catalonia]]                  |
| Jaciment paleontològic de Ca n'Almirall               |           | Cretaci inferior | Sant Pere de Ribes (Garraf) | IPAPC-12971 | {{ca\|Jaciment paleontològic de Ca n'Almirall (Sant Pere de Ribes)}} · {{WLE-AD-ES\|IPAPC-12971}} · {{Object location dec\|41.280523\|1.808295\|region:ES-CT_type:landmark_source:cawiki}} · [[Categoria:Paleontological sites in Catalonia]]               |

## Garrigues
| Nom      | Protecció | Cronologia | Localització       | Codi        | Imatge |
| -------- | --------- | ---------- | ------------------ | ----------- | --- |
| Miravall |           | Oligocè    | Juneda (Garrigues) | IPAPC-14849 | {{ca\|Miravall (Juneda)}} · {{WLE-AD-ES\|IPAPC-14849}} · {{Object location dec\|41.513719\|0.827444\|region:ES-CT_type:landmark_source:cawiki}} · [[Categoria:Paleontological sites in Catalonia]] |

## Garrotxa
| Nom                                                                | Protecció | Cronologia                                   | Localització                       | Codi        | Imatge |
| ------------------------------------------------------------------ | --------- | -------------------------------------------- | ---------------------------------- | ----------- | --- |
| Jaciment paleontològic Torbera de l'Estany                         |           | Des de Neolític a Calcolític (-5500 / -1800) | Sant Joan les Fonts (Garrotxa)     | IPAPC-11977 | {{ca\|Jaciment paleontològic Torbera de l'Estany (Sant Joan les Fonts)}} · {{WLE-AD-ES\|IPAPC-11977}} · {{Object location dec\|42.198631\|2.534920\|region:ES-CT_type:landmark_source:cawiki}} · [[Categoria:Paleontological sites in Catalonia]] |
| Can Jan, o Cruïlla de Dosquers, cruïlla de Maià de Montcal         |           | Plistocè                                     | Maià de Montcal (Garrotxa)         | IPAPC-12055 | {{ca\|Can Jan (Maià de Montcal)}} · {{WLE-AD-ES\|IPAPC-12055}} · {{Object location dec\|42.205666\|2.755291\|region:ES-CT_type:landmark_source:cawiki}} · [[Categoria:Paleontological sites in Catalonia]]                                        |
| Can Marifont, o Cruïlla de Maià de Montcal                         |           | Plistocè                                     | Maià de Montcal (Garrotxa)         | IPAPC-12056 | {{ca\|Can Marifont (Maià de Montcal)}} · {{WLE-AD-ES\|IPAPC-12056}} · {{Object location dec\|42.206238\|2.749329\|region:ES-CT_type:landmark_source:cawiki}} · [[Categoria:Paleontological sites in Catalonia]]                                   |
| Camp de les Forques                                                |           | Plistocè                                     | Besalú i Sant Ferriol (Garrotxa)   | IPAPC-12299 | {{ca\|Camp de les Forques (Garrotxa)}} · {{WLE-AD-ES\|IPAPC-12299}} · {{Object location dec\|42.194778\|2.711179\|region:ES-CT_type:landmark_source:cawiki}} · [[Categoria:Paleontological sites in Catalonia]]                                   |
| Jaciment paleontològic de Santa Elena o de Sant Aniol de Finestres |           | Lutecià                                      | Sant Aniol de Finestres (Garrotxa) | IPAPC-12975 | {{ca\|Jaciment paleontològic de Santa Elena (Sant Aniol de Finestres)}} · {{WLE-AD-ES\|IPAPC-12975}} · {{Object location dec\|42.026510\|2.643826\|region:ES-CT_type:landmark_source:cawiki}} · [[Categoria:Paleontological sites in Catalonia]]  |
| El Sireni Fòssil de Can Pagès                                      |           | Lutecià                                      | Sant Aniol de Finestres (Garrotxa) | IPAPC-14358 | {{ca\|El Sireni Fòssil de Can Pagès (Sant Aniol de Finestres)}} · {{WLE-AD-ES\|IPAPC-14358}} · {{Object location dec\|42.060430\|2.637104\|region:ES-CT_type:landmark_source:cawiki}} · [[Categoria:Paleontological sites in Catalonia]]          |

## Maresme
| Nom                                        | Protecció | Cronologia     | Localització      | Codi        | Imatge |
| ------------------------------------------ | --------- | -------------- | ----------------- | ----------- | --- |
| Jaciment paleontològic del Turó de Montgat |           | Miocè superior | Montgat (Maresme) | IPAPC-12979 | {{ca\|Jaciment paleontològic del Turó de Montgat (Montgat)}} · {{WLE-AD-ES\|IPAPC-12979}} · {{Object location dec\|41.465873\|2.278610\|region:ES-CT_type:landmark_source:cawiki}} · [[Categoria:Paleontological sites in Catalonia]] |
| Riera de Canyamars                         |           | Holocè         | Dosrius (Maresme) | IPAPC-20641 | {{ca\|Riera de Canyamars (Dosrius)}} · {{WLE-AD-ES\|IPAPC-20641}} · {{Object location dec\|41.591487\|2.432633\|region:ES-CT_type:landmark_source:cawiki}} · [[Categoria:Paleontological sites in Catalonia]]                         |

## Montsià
| Nom                                     | Protecció | Cronologia       | Localització        | Codi        | Imatge |
| --------------------------------------- | --------- | ---------------- | ------------------- | ----------- | --- |
| Jaciment paleontològic del Mas del Comú |           | Cretaci inferior | Ulldecona (Montsià) | IPAPC-12981 | {{ca\|Jaciment paleontològic del Mas del Comú (Ulldecona)}} · {{WLE-AD-ES\|IPAPC-12981}} · {{Object location dec\|40.622809\|0.532326\|region:ES-CT_type:landmark_source:cawiki}} · [[Categoria:Paleontological sites in Catalonia]] |

## Noguera
| Nom                                                            | Protecció | Cronologia                        | Localització                          | Codi        | Imatge |
| -------------------------------------------------------------- | --------- | --------------------------------- | ------------------------------------- | ----------- | --- |
| La Cabroa                                                      |           | Cretaci inferior                  | Vilanova de Meià (Noguera)            | IPAPC-12429 | {{ca\|La Cabroa (Vilanova de Meià)}} · {{WLE-AD-ES\|IPAPC-12429}} · {{Object location dec\|42.008717\|0.957762\|region:ES-CT_type:landmark_source:cawiki}} · [[Categoria:Pedrera de la Cabroa]]                                            |
| La Pedrera                                                     |           | Cretaci inferior                  | Camarasa i Vilanova de Meià (Noguera) | IPAPC-12430 | {{ca\|La Pedrera (Noguera)}} · {{WLE-AD-ES\|IPAPC-12430}} · {{Object location dec\|42.020017\|0.889705\|region:ES-CT_type:landmark_source:cawiki}} · [[Categoria:La Pedrera de Meià]]                                                      |
| Jaciment paleontològic del Barranc de Finestrelles             |           | Des de Coniacià a Senonià         | Àger (Noguera)                        | IPAPC-12996 | {{ca\|Jaciment paleontològic del Barranc de Finestrelles (Àger)}} · {{WLE-AD-ES\|IPAPC-12996}} · {{Object location dec\|42.014070\|0.774176\|region:ES-CT_type:landmark_source:cawiki}} · [[Categoria:Paleontological sites in Catalonia]] |
| Jaciment paleontològic de Terradets, o de Font de les Bagasses |           | Coniacià                          | Camarasa (Noguera)                    | IPAPC-13026 | {{ca\|Jaciment paleontològic de Terradets (Camarasa)}} · {{WLE-AD-ES\|IPAPC-13026}} · {{Object location dec\|42.034567\|0.884092\|region:ES-CT_type:landmark_source:cawiki}} · [[Categoria:Paleontological sites in Catalonia]]            |
| Jaciment paleontològic de la Llobera                           |           | Coniacià                          | Vilanova de Meià (Noguera)            | IPAPC-13029 | {{ca\|Jaciment paleontològic de la Llobera (Vilanova de Meià)}} · {{WLE-AD-ES\|IPAPC-13029}} · {{Object location dec\|42.011749\|1.040135\|region:ES-CT_type:landmark_source:cawiki}} · [[Categoria:Jaciment paleontològic de la Llobera]] |
| Icnites de la Carretera del Doll                               |           | Maastrichtià                      | Camarasa (Noguera)                    | IPAPC-13036 | {{ca\|Icnites de la Carretera del Doll (Camarasa)}} · {{WLE-AD-ES\|IPAPC-13036}} · {{Object location dec\|41.957664\|0.856869\|region:ES-CT_type:landmark_source:cawiki}} · [[Categoria:Icnites de la Carretera del Doll]]                 |
| La Mata del Viudà                                              |           | Des de Cretaci superior a Paleocè | Àger (Noguera)                        | IPAPC-13187 | {{ca\|La Mata del Viudà (Àger)}} · {{WLE-AD-ES\|IPAPC-13187}} · {{Object location dec\|42.008052\|0.682807\|region:ES-CT_type:landmark_source:cawiki}} · [[Categoria:Paleontological sites in Catalonia]]                                  |
| Icnites de la Massana, o la Maçana                             |           | Campanià                          | Camarasa (Noguera)                    | IPAPC-13189 | {{ca\|Icnites de la Massana (Camarasa)}} · {{WLE-AD-ES\|IPAPC-13189}} · {{Object location dec\|41.946506\|0.874123\|region:ES-CT_type:landmark_source:cawiki}} · [[Categoria:Icnites de la Massana]]                                       |
| Masia del Marull                                               |           | Cretaci superior                  | Camarasa (Noguera)                    | IPAPC-13191 | {{ca\|Masia del Marull (Camarasa)}} · {{WLE-AD-ES\|IPAPC-13191}} · {{Object location dec\|41.984701\|0.906978\|region:ES-CT_type:landmark_source:cawiki}} · [[Categoria:Paleontological sites in Catalonia]]                               |
| Icnites de Peralba                                             |           | Cretaci superior                  | Vilanova de Meià (Noguera)            | IPAPC-13193 | {{ca\|Icnites de Peralba (Vilanova de Meià)}} · {{WLE-AD-ES\|IPAPC-13193}} · {{Object location dec\|41.991730\|0.918096\|region:ES-CT_type:landmark_source:cawiki}} · [[Categoria:Paleontological sites in Catalonia]]                     |
| La Vall d'Ariet                                                |           | Cretaci superior                  | Artesa de Segre (Noguera)             | IPAPC-13194 | {{ca\|La Vall d'Ariet (Artesa de Segre)}} · {{WLE-AD-ES\|IPAPC-13194}} · {{Object location dec\|41.976129\|0.983440\|region:ES-CT_type:landmark_source:cawiki}} · [[Categoria:Icnites de la Vall d'Ariet]]                                 |
| Millà                                                          |           | Des de Campanià a Paleocè         | Àger (Noguera)                        | IPAPC-15518 | {{ca\|Millà (Àger)}} · {{WLE-AD-ES\|IPAPC-15518}} · {{Object location dec\|41.999472\|0.697039\|region:ES-CT_type:landmark_source:cawiki}} · [[Categoria:Paleontological sites in Catalonia]]                                              |
| Blancafort                                                     |           | Des de Campanià a Maastrichtià    | Os de Balaguer (Noguera)              | IPAPC-15519 | {{ca\|Blancafort (Os de Balaguer)}} · {{WLE-AD-ES\|IPAPC-15519}} · {{Object location dec\|41.974992\|0.641940\|region:ES-CT_type:landmark_source:cawiki}} · [[Categoria:Paleontological sites in Catalonia]]                               |
| Vilanova de la Sal                                             |           | Triàsic superior                  | Les Avellanes i Santa Linya (Noguera) | IPAPC-20248 | {{ca\|Vilanova de la Sal (les Avellanes i Santa Linya)}} · {{WLE-AD-ES\|IPAPC-20248}} · {{Object location dec\|41.890501\|0.795985\|region:ES-CT_type:landmark_source:cawiki}} · [[Categoria:Paleontological sites in Catalonia]]          |
| Icnites de Ponts                                               |           | Des d'Eocè superior a Oligocè     | Ponts (Noguera)                       | IPAPC-20307 | {{ca\|Icnites de Ponts (Ponts)}} · {{WLE-AD-ES\|IPAPC-20307}} · {{Object location dec\|41.893552\|1.207019\|region:ES-CT_type:landmark_source:cawiki}} · [[Categoria:Icnites de Ponts]]                                                    |

## Osona
| Nom                                               | Protecció | Cronologia    | Localització                             | Codi        | Imatge |
| ------------------------------------------------- | --------- | ------------- | ---------------------------------------- | ----------- | --- |
| Sant Quirze                                       |           | Oligocè       | Muntanyola (Osona)                       | IPAPC-11812 | {{ca\|Sant Quirze (Muntanyola)}} · {{WLE-AD-ES\|IPAPC-11812}} · {{Object location dec\|41.878412\|2.177296\|region:ES-CT_type:landmark_source:cawiki}} · [[Categoria:Paleontological sites in Catalonia]]                        |
| Sant Cugat de Gavadons                            |           | Eocè superior | Collsuspina (Osona)                      | IPAPC-12833 | {{ca\|Sant Cugat de Gavadons (Collsuspina)}} · {{WLE-AD-ES\|IPAPC-12833}} · {{Object location dec\|41.847013\|2.172756\|region:ES-CT_type:landmark_source:cawiki}} · [[Categoria:Paleontological sites in Catalonia]]            |
| Casa Nova del Puigsec                             |           | Lutecià       | Sant Julià de Vilatorta (Osona)          | IPAPC-13043 | {{ca\|Casa Nova del Puigsec (Sant Julià de Vilatorta)}} · {{WLE-AD-ES\|IPAPC-13043}} · {{Object location dec\|41.921871\|2.340319\|region:ES-CT_type:landmark_source:cawiki}} · [[Categoria:Paleontological sites in Catalonia]] |
| Jaciment paleontològic de Tavertet                |           | Lutecià       | Tavertet (Osona)                         | IPAPC-13045 | {{ca\|Jaciment paleontològic de Tavertet (Tavertet)}} · {{WLE-AD-ES\|IPAPC-13045}} · {{Object location dec\|41.995106\|2.413933\|region:ES-CT_type:landmark_source:cawiki}} · [[Categoria:Paleontological sites in Catalonia]]   |
| Mas Vilageliu                                     |           | Bartonià      | Tona (Osona)                             | IPAPC-19013 | {{ca\|Mas Vilageliu (Tona)}} · {{WLE-AD-ES\|IPAPC-19013}} · {{Object location dec\|41.839431\|2.202724\|region:ES-CT_type:landmark_source:cawiki}} · [[Categoria:Paleontological sites in Catalonia]]                            |
| Els Esbornacs, o Serrat de l'Om, les Costes Males |           | Bartonià      | Santa Eulàlia de Riuprimer i Vic (Osona) | IPAPC-20962 | {{ca\|Els Esbornacs (Osona)}} · {{WLE-AD-ES\|IPAPC-20962}} · {{Object location dec\|41.904237\|2.201636\|region:ES-CT_type:landmark_source:cawiki}} · [[Categoria:Paleontological sites in Catalonia]]                           |

## Pallars Jussà
Vegeu la llista de jaciments paleontològics del Pallars Jussà

## Pallars Sobirà
| Nom                                | Protecció | Cronologia | Localització          | Codi        | Imatge |
| ---------------------------------- | --------- | ---------- | --------------------- | ----------- | --- |
| Jaciment paleontològic de Lessuí-3 |           | Silurià    | Sort (Pallars Sobirà) | IPAPC-13077 | {{ca\|Jaciment paleontològic de Lessuí-3 (Sort)}} · {{WLE-AD-ES\|IPAPC-13077}} · {{Object location dec\|42.452821\|1.056102\|region:ES-CT_type:landmark_source:cawiki}} · [[Categoria:Paleontological sites in Catalonia]] |
| Jaciment paleontològic d'Altron    |           | Silurià    | Sort (Pallars Sobirà) | IPAPC-13080 | {{ca\|Jaciment paleontològic d'Altron (Sort)}} · {{WLE-AD-ES\|IPAPC-13080}} · {{Object location dec\|42.450014\|1.107943\|region:ES-CT_type:landmark_source:cawiki}} · [[Categoria:Paleontological sites in Catalonia]]    |

## Pla de l'Estany
| Nom                                                                                 | Protecció | Cronologia               | Localització                         | Codi       | Imatge |
| ----------------------------------------------------------------------------------- | --------- | ------------------------ | ------------------------------------ | ---------- | --- |
| Plaça dels Turers                                                                   |           | Quaternari               | Banyoles (Pla de l'Estany)           | IPAPC-4605 | {{ca\|Plaça dels Turers (Banyoles)}} · {{WLE-AD-ES\|IPAPC-4605}} · {{Object location dec\|42.117554\|2.762996\|region:ES-CT_type:landmark_source:cawiki}} · [[Categoria:Paleontological sites in Catalonia]]                |
| Les Tries                                                                           |           | Holocè                   | Banyoles (Pla de l'Estany)           | IPAPC-4607 | {{ca\|Les Tries (Banyoles)}} · {{WLE-AD-ES\|IPAPC-4607}} · {{Object location dec\|42.123443\|2.758383\|region:ES-CT_type:landmark_source:cawiki}} · [[Categoria:Paleontological sites in Catalonia]]                        |
| Mandíbula de Banyoles, o Pla de la Formiga                                          |           | Quaternari               | Porqueres (Pla de l'Estany)          | IPAPC-4619 | {{ca\|Mandíbula de Banyoles (Porqueres)}} · {{WLE-AD-ES\|IPAPC-4619}} · {{Object location dec\|42.105188\|2.769592\|region:ES-CT_type:landmark_source:cawiki}} · [[Categoria:Paleontological sites in Catalonia]]           |
| Can Micaló, o Can Gepsec                                                            |           | Pliocè                   | Camós (Pla de l'Estany)              | IPAPC-4624 | {{ca\|Can Micaló (Camós)}} · {{WLE-AD-ES\|IPAPC-4624}} · {{Object location dec\|42.093850\|2.768218\|region:ES-CT_type:landmark_source:cawiki}} · [[Categoria:Paleontological sites in Catalonia]]                          |
| Can Geldeus, o les Basses                                                           |           | Plistocè                 | Camós (Pla de l'Estany)              | IPAPC-4625 | {{ca\|Can Geldeus (Camós)}} · {{WLE-AD-ES\|IPAPC-4625}} · {{Object location dec\|42.093561\|2.755330\|region:ES-CT_type:landmark_source:cawiki}} · [[Categoria:Paleontological sites in Catalonia]]                         |
| La Terrera de Cornellà, o d'en Ginesta                                              |           | Pliocè superior          | Cornellà del Terri (Pla de l'Estany) | IPAPC-4639 | {{ca\|La Terrera de Cornellà (Cornellà del Terri)}} · {{WLE-AD-ES\|IPAPC-4639}} · {{Object location dec\|42.085855\|2.813545\|region:ES-CT_type:landmark_source:cawiki}} · [[Categoria:Paleontological sites in Catalonia]] |
| Incarcal, o Incarcal I a IX, Pedrera de Cal Taco, jaciment paleontològic de Crespià |           | Des de Pliocè a Plistocè | Crespià (Pla de l'Estany)            | IPAPC-4656 | {{ca\|Incarcal (Crespià)}} · {{WLE-AD-ES\|IPAPC-4656}} · {{Object location dec\|42.195470\|2.771708\|region:ES-CT_type:landmark_source:cawiki}} · [[Categoria:Paleontological sites in Catalonia]]                          |
| Bòbila Ordis                                                                        |           | Des de Pliocè a Plistocè | Porqueres (Pla de l'Estany)          | IPAPC-4701 | {{ca\|Bòbila Ordis (Porqueres)}} · {{WLE-AD-ES\|IPAPC-4701}} · {{Object location dec\|42.142512\|2.749643\|region:ES-CT_type:landmark_source:cawiki}} · [[Categoria:Paleontological sites in Catalonia]]                    |
| Talús de Serinyà                                                                    |           | Plistocè                 | Serinyà (Pla de l'Estany)            | IPAPC-4731 | {{ca\|Talús de Serinyà (Serinyà)}} · {{WLE-AD-ES\|IPAPC-4731}} · {{Object location dec\|42.174460\|2.737691\|region:ES-CT_type:landmark_source:cawiki}} · [[Categoria:Paleontological sites in Catalonia]]                  |

## Priorat
| Nom                                                         | Protecció | Cronologia    | Localització                     | Codi        | Imatge |
| ----------------------------------------------------------- | --------- | ------------- | -------------------------------- | ----------- | --- |
| Molí del Pont                                               |           | Eocè mitjà    | Ulldemolins (Priorat)            | IPAPC-13084 | {{ca\|Molí del Pont (Ulldemolins)}} · {{WLE-AD-ES\|IPAPC-13084}} · {{Object location dec\|41.328139\|0.878037\|region:ES-CT_type:landmark_source:cawiki}} · [[Categoria:Paleontological sites in Catalonia]]                                 |
| Jaciment paleontològic d'Ulldemolins - 4                    |           | Lutecià       | Ulldemolins (Priorat)            | IPAPC-13085 | {{ca\|Jaciment paleontològic d'Ulldemolins - 4 (Ulldemolins)}} · {{WLE-AD-ES\|IPAPC-13085}} · {{Object location dec\|41.315185\|0.885115\|region:ES-CT_type:landmark_source:cawiki}} · [[Categoria:Paleontological sites in Catalonia]]      |
| Jaciment paleontològic d'Ulldemolins - 3                    |           | Lutecià       | Ulldemolins (Priorat)            | IPAPC-13086 | {{ca\|Jaciment paleontològic d'Ulldemolins - 3 (Ulldemolins)}} · {{WLE-AD-ES\|IPAPC-13086}} · {{Object location dec\|41.315196\|0.885007\|region:ES-CT_type:landmark_source:cawiki}} · [[Categoria:Paleontological sites in Catalonia]]      |
| Jaciment paleontològic d'Ulldemolins - 2                    |           | Lutecià       | Ulldemolins (Priorat)            | IPAPC-13087 | {{ca\|Jaciment paleontològic d'Ulldemolins - 2 (Ulldemolins)}} · {{WLE-AD-ES\|IPAPC-13087}} · {{Object location dec\|41.315161\|0.885056\|region:ES-CT_type:landmark_source:cawiki}} · [[Categoria:Paleontological sites in Catalonia]]      |
| Jaciment paleontològic d'Ulldemolins - 5                    |           | Lutecià       | Ulldemolins (Priorat)            | IPAPC-13088 | {{ca\|Jaciment paleontològic d'Ulldemolins - 5 (Ulldemolins)}} · {{WLE-AD-ES\|IPAPC-13088}} · {{Object location dec\|41.315264\|0.885041\|region:ES-CT_type:landmark_source:cawiki}} · [[Categoria:Paleontological sites in Catalonia]]      |
| Jaciment paleontològic d'Ulldemolins - 1                    |           | Lutecià       | Ulldemolins (Priorat)            | IPAPC-13089 | {{ca\|Jaciment paleontològic d'Ulldemolins - 1 (Ulldemolins)}} · {{WLE-AD-ES\|IPAPC-13089}} · {{Object location dec\|41.315178\|0.884972\|region:ES-CT_type:landmark_source:cawiki}} · [[Categoria:Paleontological sites in Catalonia]]      |
| Cornudella - 10                                             |           | Eocè inferior | Cornudella de Montsant (Priorat) | IPAPC-13091 | {{ca\|Cornudella - 10 (Cornudella de Montsant)}} · {{WLE-AD-ES\|IPAPC-13091}} · {{Object location dec\|41.264877\|0.904884\|region:ES-CT_type:landmark_source:cawiki}} · [[Categoria:Paleontological sites in Catalonia]]                    |
| Poboleda, o les Vinyes                                      |           | Cuisià        | Poboleda (Priorat)               | IPAPC-13092 | {{ca\|Poboleda (Poboleda)}} · {{WLE-AD-ES\|IPAPC-13092}} · {{Object location dec\|41.245024\|0.854069\|region:ES-CT_type:landmark_source:cawiki}} · [[Categoria:Paleontological sites in Catalonia]]                                         |
| Jaciment paleontològic de Scala Dei, o Escaladei, Scala Dei |           | Carbonífer    | La Morera de Montsant (Priorat)  | IPAPC-13093 | {{ca\|Jaciment paleontològic de Scala Dei (la Morera de Montsant)}} · {{WLE-AD-ES\|IPAPC-13093}} · {{Object location dec\|41.243763\|0.808767\|region:ES-CT_type:landmark_source:cawiki}} · [[Categoria:Paleontological sites in Catalonia]] |

## Ribera d'Ebre
| Nom                      | Protecció | Cronologia    | Localització                | Codi        | Imatge |
| ------------------------ | --------- | ------------- | --------------------------- | ----------- | --- |
| Camposines - Sant Jeroni |           | Triàsic mitjà | Móra d'Ebre (Ribera d'Ebre) | IPAPC-20249 | {{ca\|Camposines - Sant Jeroni (Móra d'Ebre)}} · {{WLE-AD-ES\|IPAPC-20249}} · {{Object location dec\|41.105555\|0.590815\|region:ES-CT_type:landmark_source:cawiki}} · [[Categoria:Paleontological sites in Catalonia]] |

## Segrià
| Nom               | Protecció | Cronologia | Localització   | Codi        | Imatge |
| ----------------- | --------- | ---------- | -------------- | ----------- | --- |
| Partida de Gebuts |           | Catià      | Soses (Segrià) | IPAPC-19796 | {{ca\|Partida de Gebuts (Soses)}} · {{WLE-AD-ES\|IPAPC-19796}} · {{Object location dec\|41.510741\|0.474576\|region:ES-CT_type:landmark_source:cawiki}} · [[Categoria:Paleontological sites in Catalonia]] |

## Selva
| Nom                         | Protecció | Cronologia                  | Localització    | Codi        | Imatge |
| --------------------------- | --------- | --------------------------- | --------------- | ----------- | --- |
| El Sireni de Santa Brígida. |           | Eocè mitjà, Lutecià, SBZ-14 | Amer (La Selva) | IPAPC-21930 | {{ca\|Amer}} · {{WLE-AD-ES\|IPAPC-21930}} · {{Object location dec\|467.768\|4.652.171\|region:_type:landmark_source:cawiki}} · [[Categoria:Paleontological sites in Catalonia]]                                     |
| La Pedrera de Santa Brígida | NO.       | Plistocè                    | Amer (La Selva) | IPAPC-20628 | {{ca\|La Pedrera de Santa Brígida (Amer)}} · {{WLE-AD-ES\|IPAPC-20628}} · {{Object location dec\|42.022163\|2.613574\|region:ES-CT_type:landmark_source:cawiki}} · [[Categoria:Paleontological sites in Catalonia]] |

## Solsonès
| Nom                           | Protecció | Cronologia       | Localització    | Codi        | Imatge |
| ----------------------------- | --------- | ---------------- | --------------- | ----------- | --- |
| Jaciment paleontològic d'Odèn |           | Triàsic superior | Odèn (Solsonès) | IPAPC-20247 | {{ca\|Jaciment paleontològic d'Odèn (Odèn)}} · {{WLE-AD-ES\|IPAPC-20247}} · {{Object location dec\|42.140389\|1.476030\|region:ES-CT_type:landmark_source:cawiki}} · [[Categoria:Jaciment paleontològic d'Odèn]] |

## Tarragonès
| Nom                                                       | Protecció | Cronologia            | Localització                | Codi        | Imatge |
| --------------------------------------------------------- | --------- | --------------------- | --------------------------- | ----------- | --- |
| Jaciment paleontològic del carrer Camí Pobla de Montornès |           | Miocè                 | Creixell (Tarragonès)       | IPAPC-15447 | {{ca\|Jaciment paleontològic del carrer Camí Pobla de Montornès (Creixell)}} · {{WLE-AD-ES\|IPAPC-15447}} · {{Object location dec\|41.169877\|1.435765\|region:ES-CT_type:landmark_source:cawiki}} · [[Categoria:Paleontological sites in Catalonia]] |
| Jaciment paleontològic del carrer Cala Crancs, 6          |           |                       | Salou (Tarragonès)          | IPAPC-15832 | {{ca\|Jaciment paleontològic del carrer Cala Crancs 6 (Salou)}} · {{WLE-AD-ES\|IPAPC-15832}} · {{Object location dec\|41.059028\|1.168343\|region:ES-CT_type:landmark_source:cawiki}} · [[Categoria:Paleontological sites in Catalonia]]              |
| Carretera N-240, Pont del Tupi                            |           | Des de Miocè a Pliocè | Els Pallaresos (Tarragonès) | IPAPC-19863 | {{ca\|Pont del Tupi (els Pallaresos)}} · {{WLE-AD-ES\|IPAPC-19863}} · {{Object location dec\|41.168227\|1.239496\|region:ES-CT_type:landmark_source:cawiki}} · [[Categoria:Paleontological sites in Catalonia]]                                       |

## Urgell
| Nom                                                  | Protecció | Cronologia       | Localització     | Codi        | Imatge |
| ---------------------------------------------------- | --------- | ---------------- | ---------------- | ----------- | --- |
| Pedreres del Talladell 1, o Pedrera Fàbregas         |           | Oligocè inferior | Tàrrega (Urgell) | IPAPC-15317 | {{ca\|Pedreres del Talladell 1 (Tàrrega)}} · {{WLE-AD-ES\|IPAPC-15317}} · {{Object location dec\|41.650113\|1.160597\|region:ES-CT_type:landmark_source:cawiki}} · [[Categoria:Paleontological sites in Catalonia]] |
| Pedreres del Talladell 2, o Pedrera Bujeda           |           | Oligocè inferior | Tàrrega (Urgell) | IPAPC-15319 | {{ca\|Pedreres del Talladell 2 (Tàrrega)}} · {{WLE-AD-ES\|IPAPC-15319}} · {{Object location dec\|41.643335\|1.169057\|region:ES-CT_type:landmark_source:cawiki}} · [[Categoria:Paleontological sites in Catalonia]] |
| Talladell 3, o Canal Segarra Garriques km 42+600/800 |           | Oligocè inferior | Tàrrega (Urgell) | IPAPC-20470 | {{ca\|Talladell 3 (Tàrrega)}} · {{WLE-AD-ES\|IPAPC-20470}} · {{Object location dec\|41.642217\|1.163196\|region:ES-CT_type:landmark_source:cawiki}} · [[Categoria:Paleontological sites in Catalonia]]              |

## Vallès Occidental
| Nom                                                                      | Protecció | Cronologia                          | Localització                                                                | Codi        | Imatge |
| ------------------------------------------------------------------------ | --------- | ----------------------------------- | --------------------------------------------------------------------------- | ----------- | --- |
| La Trinxera del Ferrocarril                                              |           | Miocè mitjà                         | Sant Quirze del Vallès (Vallès Occidental)                                  | IPAPC-11833 | {{ca\|La Trinxera del Ferrocarril (Sant Quirze del Vallès)}} · {{WLE-AD-ES\|IPAPC-11833}} · {{Object location dec\|41.521866\|2.089385\|region:ES-CT_type:landmark_source:cawiki}} · [[Categoria:Paleontological sites in Catalonia]]                        |
| L'Estació Depuradora d'Aigües Residuals, o L'Edar de Sabadell-Riu Ripoll |           | Vallesià                            | Sabadell (Vallès Occidental)                                                | IPAPC-12179 | {{ca\|L'Estació Depuradora d'Aigües Residuals (Sabadell)}} · {{WLE-AD-ES\|IPAPC-12179}} · {{Object location dec\|41.534594\|2.137172\|region:ES-CT_type:landmark_source:cawiki}} · [[Categoria:Paleontological sites in Catalonia]]                          |
| Can Roqueta II (Est)                                                     |           | Miocè superior                      | Sabadell (Vallès Occidental)                                                | IPAPC-12188 | {{ca\|Can Roqueta II Est (Sabadell)}} · {{WLE-AD-ES\|IPAPC-12188}} · {{Object location dec\|41.537912\|2.138534\|region:ES-CT_type:landmark_source:cawiki}} · [[Categoria:Paleontological sites in Catalonia]]                                               |
| Can Llobateres, o Can Llobateres II                                      |           | Vallesià                            | Barberà del Vallès, Sabadell i Santa Perpètua de Mogoda (Vallès Occidental) | IPAPC-12191 | {{ca\|Can Llobateres (Vallès Occidental)}} · {{WLE-AD-ES\|IPAPC-12191}} · {{Object location dec\|41.532635\|2.136617\|region:ES-CT_type:landmark_source:cawiki}} · [[Categoria:Paleontological sites in Catalonia]]                                          |
| Can Montllor                                                             |           | Des d'Aragonià a Vallesià           | Sentmenat (Vallès Occidental)                                               | IPAPC-12219 | {{ca\|Can Montllor (Sentmenat)}} · {{WLE-AD-ES\|IPAPC-12219}} · {{Object location dec\|41.580373\|2.137418\|region:ES-CT_type:landmark_source:cawiki}} · [[Categoria:Paleontological sites in Catalonia]]                                                    |
| La Creu de Conill                                                        |           | Vallesià                            | Terrassa (Vallès Occidental)                                                | IPAPC-12382 | {{ca\|La Creu de Conill (Terrassa)}} · {{WLE-AD-ES\|IPAPC-12382}} · {{Object location dec\|41.533085\|2.018269\|region:ES-CT_type:landmark_source:cawiki}} · [[Categoria:Paleontological sites in Catalonia]]                                                |
| Cal Guitart                                                              |           | Miocè superior                      | Terrassa (Vallès Occidental)                                                | IPAPC-12397 | {{ca\|Cal Guitart (Terrassa)}} · {{WLE-AD-ES\|IPAPC-12397}} · {{Object location dec\|41.541075\|2.015768\|region:ES-CT_type:landmark_source:cawiki}} · [[Categoria:Paleontological sites in Catalonia]]                                                      |
| Cal Guardiola                                                            |           | Des de Miocè superior a Plistocè    | Terrassa (Vallès Occidental)                                                | IPAPC-12401 | {{ca\|Cal Guardiola (Terrassa)}} · {{WLE-AD-ES\|IPAPC-12401}} · {{Object location dec\|41.565048\|2.017816\|region:ES-CT_type:landmark_source:cawiki}} · [[Categoria:Paleontological sites in Catalonia]]                                                    |
| Ca n'Humet, o Polígon Industrial de Ca n'Omet                            |           | Miocè                               | Polinyà (Vallès Occidental)                                                 | IPAPC-12788 | {{ca\|Ca n'Humet (Polinyà)}} · {{WLE-AD-ES\|IPAPC-12788}} · {{Object location dec\|41.540042\|2.159435\|region:ES-CT_type:landmark_source:cawiki}} · [[Categoria:Paleontological sites in Catalonia]]                                                        |
| Polígon Nord-Est                                                         |           | Miocè                               | Polinyà (Vallès Occidental)                                                 | IPAPC-12793 | {{ca\|Polígon Nord-Est (Polinyà)}} · {{WLE-AD-ES\|IPAPC-12793}} · {{Object location dec\|41.561095\|2.160553\|region:ES-CT_type:landmark_source:cawiki}} · [[Categoria:Paleontological sites in Catalonia]]                                                  |
| Castell de Barberà                                                       |           | Miocè mitjà                         | Barberà del Vallès (Vallès Occidental)                                      | IPAPC-13121 | {{ca\|Castell de Barberà (Barberà del Vallès)}} · {{WLE-AD-ES\|IPAPC-13121}} · {{Object location dec\|41.524973\|2.141582\|region:ES-CT_type:landmark_source:cawiki}} · [[Categoria:Paleontological sites in Catalonia]]                                     |
| Molí Calopa                                                              |           | Miocè inferior                      | Rubí (Vallès Occidental)                                                    | IPAPC-13130 | {{ca\|Molí Calopa (Rubí)}} · {{WLE-AD-ES\|IPAPC-13130}} · {{Object location dec\|41.466325\|2.013828\|region:ES-CT_type:landmark_source:cawiki}} · [[Categoria:Paleontological sites in Catalonia]]                                                          |
| Can Mamet                                                                |           | Miocè inferior                      | Rubí (Vallès Occidental)                                                    | IPAPC-13140 | {{ca\|Can Mamet (Sant Cugat del Vallès)}} · {{WLE-AD-ES\|IPAPC-13140}} · {{Object location dec\|41.497470\|2.045886\|region:ES-CT_type:landmark_source:cawiki}} · [[Categoria:Paleontological sites in Catalonia]]                                           |
| Can Casablanques                                                         |           | Vallesià                            | Sant Quirze del Vallès (Vallès Occidental)                                  | IPAPC-13141 | {{ca\|Can Casablanques (Sant Quirze del Vallès)}} · {{WLE-AD-ES\|IPAPC-13141}} · {{Object location dec\|41.540215\|2.075164\|region:ES-CT_type:landmark_source:cawiki}} · [[Categoria:Paleontological sites in Catalonia]]                                   |
| Can Ponsic                                                               |           | Miocè superior                      | Sant Quirze del Vallès (Vallès Occidental)                                  | IPAPC-13142 | {{ca\|Can Ponsic (Sant Quirze del Vallès)}} · {{WLE-AD-ES\|IPAPC-13142}} · {{Object location dec\|41.535488\|2.066268\|region:ES-CT_type:landmark_source:cawiki}} · [[Categoria:Paleontological sites in Catalonia]]                                         |
| Can Feliu, o Can Pagès                                                   |           | Miocè mitjà                         | Sant Quirze del Vallès (Vallès Occidental)                                  | IPAPC-13143 | {{ca\|Can Feliu (Sant Quirze del Vallès)}} · {{WLE-AD-ES\|IPAPC-13143}} · {{Object location dec\|41.533235\|2.075602\|region:ES-CT_type:landmark_source:cawiki}} · [[Categoria:Paleontological sites in Catalonia]]                                          |
| Jaciment paleontològic de Sant Quirze                                    |           | Miocè mitjà                         | Sant Quirze del Vallès (Vallès Occidental)                                  | IPAPC-13145 | {{ca\|Jaciment paleontològic de Sant Quirze (Sant Quirze del Vallès)}} · {{WLE-AD-ES\|IPAPC-13145}} · {{Object location dec\|41.524956\|2.086106\|region:ES-CT_type:landmark_source:cawiki}} · [[Categoria:Paleontological sites in Catalonia]]              |
| Santiga                                                                  |           | Miocè superior                      | Santa Perpètua de Mogoda (Vallès Occidental)                                | IPAPC-13146 | {{ca\|Santiga (Santa Perpètua de Mogoda)}} · {{WLE-AD-ES\|IPAPC-13146}} · {{Object location dec\|41.533209\|2.151117\|region:ES-CT_type:landmark_source:cawiki}} · [[Categoria:Paleontological sites in Catalonia]]                                          |
| Can Jofresa-I                                                            |           | Vallesià                            | Terrassa (Vallès Occidental)                                                | IPAPC-13147 | {{ca\|Can Jofresa-I (Terrassa)}} · {{WLE-AD-ES\|IPAPC-13147}} · {{Object location dec\|41.543111\|2.027913\|region:ES-CT_type:landmark_source:cawiki}} · [[Categoria:Paleontological sites in Catalonia]]                                                    |
| Can Jofresa-II                                                           |           | Vallesià                            | Terrassa (Vallès Occidental)                                                | IPAPC-13148 | {{ca\|Can Jofresa-II (Terrassa)}} · {{WLE-AD-ES\|IPAPC-13148}} · {{Object location dec\|41.543160\|2.027318\|region:ES-CT_type:landmark_source:cawiki}} · [[Categoria:Paleontological sites in Catalonia]]                                                   |
| La Tarumba, o la Tarumba-1                                               |           | Vallesià                            | Viladecavalls (Vallès Occidental)                                           | IPAPC-13153 | {{ca\|La Tarumba (Viladecavalls)}} · {{WLE-AD-ES\|IPAPC-13153}} · {{Object location dec\|41.549634\|1.955402\|region:ES-CT_type:landmark_source:cawiki}} · [[Categoria:Paleontological sites in Catalonia]]                                                  |
| Ceràmiques de Viladecavalls                                              |           | Vallesià                            | Viladecavalls (Vallès Occidental)                                           | IPAPC-13156 | {{ca\|Ceràmiques de Viladecavalls (Viladecavalls)}} · {{WLE-AD-ES\|IPAPC-13156}} · {{Object location dec\|41.553158\|1.947033\|region:ES-CT_type:landmark_source:cawiki}} · [[Categoria:Paleontological sites in Catalonia]]                                 |
| Can Gonteres                                                             |           | Vallesià                            | Viladecavalls (Vallès Occidental)                                           | IPAPC-13157 | {{ca\|Can Gonteres (Viladecavalls)}} · {{WLE-AD-ES\|IPAPC-13157}} · {{Object location dec\|41.569836\|1.971827\|region:ES-CT_type:landmark_source:cawiki}} · [[Categoria:Paleontological sites in Catalonia]]                                                |
| Can Trullars, o Can Trullàs-1, Can Trullàs-7                             |           | Vallesià                            | Viladecavalls (Vallès Occidental)                                           | IPAPC-13159 | {{ca\|Can Trullars (Viladecavalls)}} · {{WLE-AD-ES\|IPAPC-13159}} · {{Object location dec\|41.549956\|1.940136\|region:ES-CT_type:landmark_source:cawiki}} · [[Categoria:Paleontological sites in Catalonia]]                                                |
| Can Purull                                                               |           | Vallesià                            | Viladecavalls (Vallès Occidental)                                           | IPAPC-13162 | {{ca\|Can Purull (Viladecavalls)}} · {{WLE-AD-ES\|IPAPC-13162}} · {{Object location dec\|41.550183\|1.959096\|region:ES-CT_type:landmark_source:cawiki}} · [[Categoria:Paleontological sites in Catalonia]]                                                  |
| Sant Miquel de Toudell                                                   |           | Vallesià                            | Viladecavalls (Vallès Occidental)                                           | IPAPC-13163 | {{ca\|Sant Miquel de Toudell (Viladecavalls)}} · {{WLE-AD-ES\|IPAPC-13163}} · {{Object location dec\|41.552919\|1.970347\|region:ES-CT_type:landmark_source:cawiki}} · [[Categoria:Paleontological sites in Catalonia]]                                      |
| Vallparadís                                                              |           | Plistocè                            | Terrassa (Vallès Occidental)                                                | IPAPC-14369 | {{ca\|Vallparadís (Terrassa)}} · {{WLE-AD-ES\|IPAPC-14369}} · {{Object location dec\|41.562154\|2.018657\|region:ES-CT_type:landmark_source:cawiki}} · [[Categoria:Paleontological sites in Catalonia]]                                                      |
| Jaciment paleontològic de l'aflorament fossilífer de Can Serrafossar     |           | Des de Miocè mitjà a Miocè superior | Rubí (Vallès Occidental)                                                    | IPAPC-15296 | {{ca\|Jaciment paleontològic de l'aflorament fossilífer de Can Serrafossar (Rubí)}} · {{WLE-AD-ES\|IPAPC-15296}} · {{Object location dec\|41.489861\|2.006208\|region:ES-CT_type:landmark_source:cawiki}} · [[Categoria:Paleontological sites in Catalonia]] |
| Jaciment paleontològic del Llac dels Fòssils, o de Can Sant Joan         |           | Miocè mitjà                         | Rubí (Vallès Occidental)                                                    | IPAPC-15297 | {{ca\|Jaciment paleontològic del Llac dels Fòssils (Rubí)}} · {{WLE-AD-ES\|IPAPC-15297}} · {{Object location dec\|41.486836\|2.044131\|region:ES-CT_type:landmark_source:cawiki}} · [[Categoria:Paleontological sites in Catalonia]]                         |
| Can Vinyalet                                                             |           | Miocè                               | Santa Perpètua de Mogoda (Vallès Occidental)                                | IPAPC-19029 | {{ca\|Can Vinyalet (Santa Perpètua de Mogoda)}} · {{WLE-AD-ES\|IPAPC-19029}} · {{Object location dec\|41.539859\|2.169325\|region:ES-CT_type:landmark_source:cawiki}} · [[Categoria:Paleontological sites in Catalonia]]                                     |
| Can Filuà, o el Turó de Can Filuà                                        |           | Miocè                               | Santa Perpètua de Mogoda (Vallès Occidental)                                | IPAPC-19726 | {{ca\|Can Filuà (Santa Perpètua de Mogoda)}} · {{WLE-AD-ES\|IPAPC-19726}} · {{Object location dec\|41.532013\|2.174939\|region:ES-CT_type:landmark_source:cawiki}} · [[Categoria:Paleontological sites in Catalonia]]                                        |
| Can Balasc                                                               |           | Des de Miocè inferior a Miocè mitjà | Rubí (Vallès Occidental)                                                    | IPAPC-20173 | {{ca\|Can Balasc (Rubí)}} · {{WLE-AD-ES\|IPAPC-20173}} · {{Object location dec\|41.478078\|2.009368\|region:ES-CT_type:landmark_source:cawiki}} · [[Categoria:Paleontological sites in Catalonia]]                                                           |
| Can Purull II                                                            |           | Vallesià                            | Viladecavalls (Vallès Occidental)                                           | IPAPC-20649 | {{ca\|Can Purull II (Viladecavalls)}} · {{WLE-AD-ES\|IPAPC-20649}} · {{Object location dec\|41.551047\|1.963512\|region:ES-CT_type:landmark_source:cawiki}} · [[Categoria:Paleontological sites in Catalonia]]                                               |
| Turó de les Forques, o Turó del Telègraf                                 |           | Ramblià                             | Castellbisbal (Vallès Occidental)                                           | IPAPC-20801 | {{ca\|Turó de les Forques (Castellbisbal)}} · {{WLE-AD-ES\|IPAPC-20801}} · {{Object location dec\|41.474500\|1.946354\|region:ES-CT_type:landmark_source:cawiki}} · [[Categoria:Paleontological sites in Catalonia]]                                         |
| Mimó                                                                     |           | Triàsic mitjà                       | Vacarisses (Vallès Occidental)                                              | IPAPC-20951 | {{ca\|Mimó (Vacarisses)}} · {{WLE-AD-ES\|IPAPC-20951}} · {{Object location dec\|41.571813\|1.920912\|region:ES-CT_type:landmark_source:cawiki}} · [[Categoria:Paleontological sites in Catalonia]]                                                           |
| Pedrera de Can Sallent                                                   |           | Triàsic mitjà                       | Castellar del Vallès (Vallès Occidental)                                    | IPAPC-20961 | {{ca\|Pedrera de Can Sallent (Castellar del Vallès)}} · {{WLE-AD-ES\|IPAPC-20961}} · {{Object location dec\|41.615634\|2.054119\|region:ES-CT_type:landmark_source:cawiki}} · [[Categoria:Paleontological sites in Catalonia]]                               |

## Vallès Oriental
| Nom                                                           | Protecció | Cronologia     | Localització                            | Codi        | Imatge |
| ------------------------------------------------------------- | --------- | -------------- | --------------------------------------- | ----------- | --- |
| Jaciment paleontològic de Cànoves                             |           | Carbonífer     | Cànoves i Samalús (Vallès Oriental)     | IPAPC-13125 | {{ca\|Jaciment paleontològic de Cànoves (Cànoves i Samalús)}} · {{WLE-AD-ES\|IPAPC-13125}} · {{Object location dec\|41.706294\|2.334580\|region:ES-CT_type:landmark_source:cawiki}} · [[Categoria:Paleontological sites in Catalonia]] |
| Granja Agrícola Torre Marimón, o Granja Agrícola, Can Miramón |           | Miocè          | Caldes de Montbui (Vallès Oriental)     | IPAPC-13170 | {{ca\|Granja Agrícola Torre Marimón (Caldes de Montbui)}} · {{WLE-AD-ES\|IPAPC-13170}} · {{Object location dec\|41.613435\|2.170675\|region:ES-CT_type:landmark_source:cawiki}} · [[Categoria:Paleontological sites in Catalonia]]     |
| La Móra 2, o Vedruna                                          |           | Triàsic mitjà  | Tagamanent (Vallès Oriental)            | IPAPC-14201 | {{ca\|La Móra 2 (Tagamanent)}} · {{WLE-AD-ES\|IPAPC-14201}} · {{Object location dec\|41.786985\|2.323313\|region:ES-CT_type:landmark_source:cawiki}} · [[Categoria:Paleontological sites in Catalonia]]                                |
| La Móra 1, o l'Ermita de la Mora                              |           | Triàsic mitjà  | Tagamanent (Vallès Oriental)            | IPAPC-14202 | {{ca\|La Móra 1 (Tagamanent)}} · {{WLE-AD-ES\|IPAPC-14202}} · {{Object location dec\|41.787484\|2.312230\|region:ES-CT_type:landmark_source:cawiki}} · [[Categoria:Paleontological sites in Catalonia]]                                |
| Can Montcau                                                   |           | Miocè superior | Lliçà d'Amunt (Vallès Oriental)         | IPAPC-20606 | {{ca\|Can Montcau (Lliçà d'Amunt)}} · {{WLE-AD-ES\|IPAPC-20606}} · {{Object location dec\|41.603353\|2.259288\|region:ES-CT_type:landmark_source:cawiki}} · [[Categoria:Paleontological sites in Catalonia]]                           |
| Font del Ràdium                                               |           | Miocè superior | Granollers (Vallès Oriental)            | IPAPC-20607 | {{ca\|Font del Ràdium (Granollers)}} · {{WLE-AD-ES\|IPAPC-20607}} · {{Object location dec\|41.596836\|2.267744\|region:ES-CT_type:landmark_source:cawiki}} · [[Categoria:Paleontological sites in Catalonia]]                          |
| Font de l'Estrella, o Palou                                   |           | Plistocè       | Granollers (Vallès Oriental)            | IPAPC-20624 | {{ca\|Font de l'Estrella (Granollers)}} · {{WLE-AD-ES\|IPAPC-20624}} · {{Object location dec\|41.591137\|2.291163\|region:ES-CT_type:landmark_source:cawiki}} · [[Categoria:Paleontological sites in Catalonia]]                       |
| El Perer                                                      |           | Bartonià       | Sant Feliu de Codines (Vallès Oriental) | IPAPC-20642 | {{ca\|El Perer (Sant Feliu de Codines)}} · {{WLE-AD-ES\|IPAPC-20642}} · {{Object location dec\|41.708376\|2.169625\|region:ES-CT_type:landmark_source:cawiki}} · [[Categoria:Paleontological sites in Catalonia]]                      |
| El Bellit, o Jaça del Bellit                                  |           | Triàsic mitjà  | Tagamanent (Vallès Oriental)            | IPAPC-20947 | {{ca\|El Bellit (Tagamanent)}} · {{WLE-AD-ES\|IPAPC-20947}} · {{Object location dec\|41.762572\|2.308625\|region:ES-CT_type:landmark_source:cawiki}} · [[Categoria:Paleontological sites in Catalonia]]                                |